# Kathedrale Notre-Dame de Paris

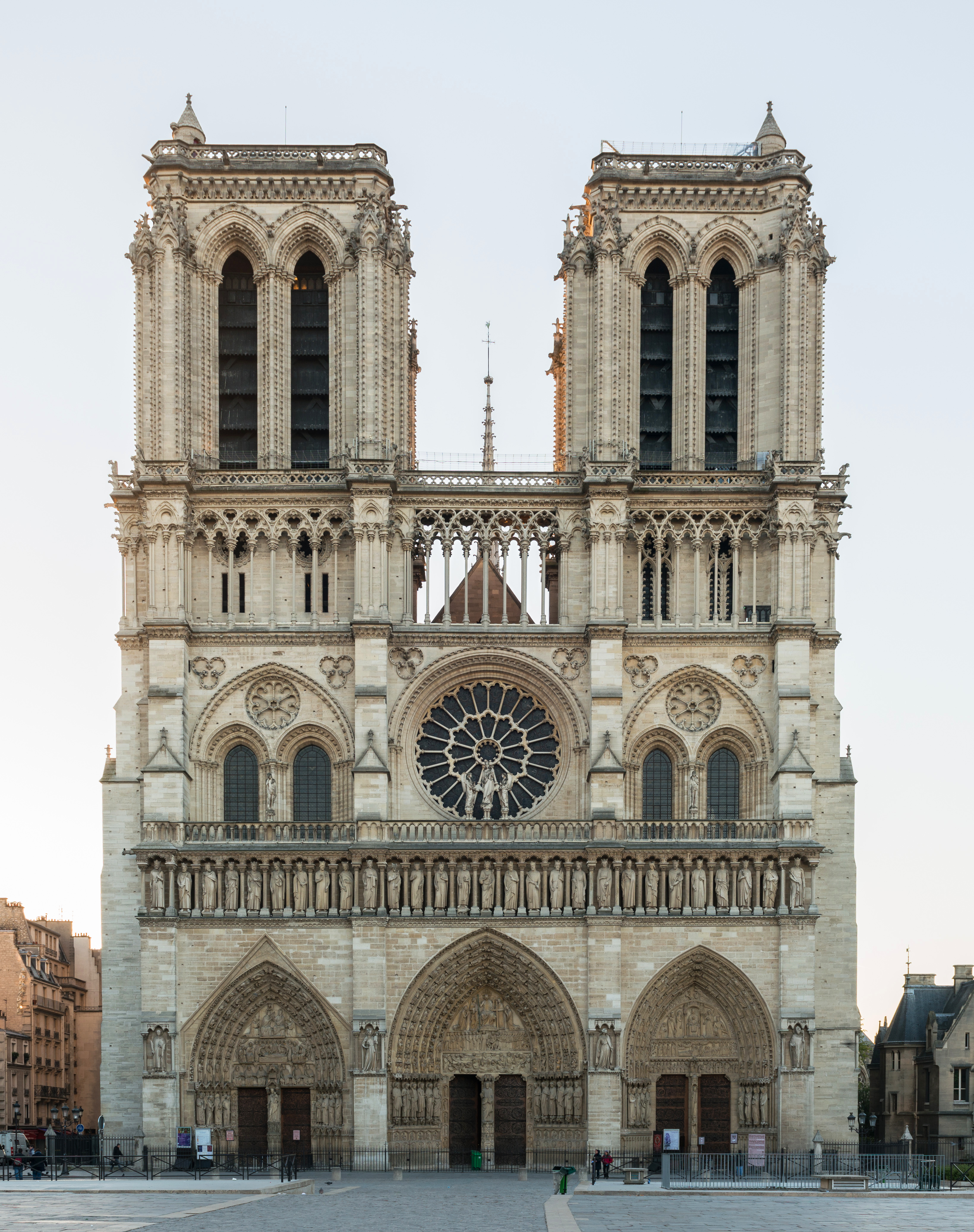
Westfassade der Kathedrale Notre-Dame de Paris, 2014

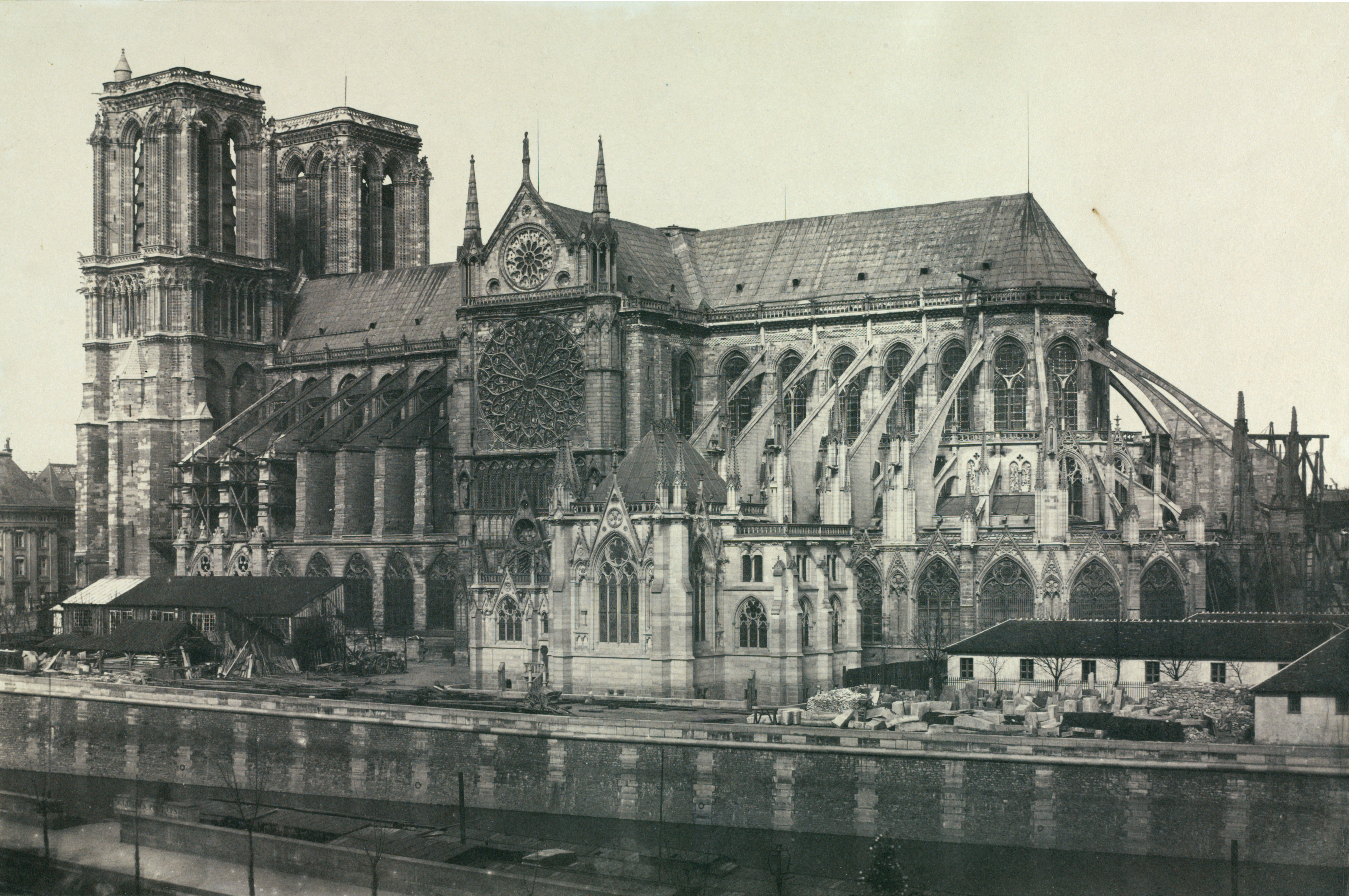
Kathedrale von Südosten, 1852, mit neuen „alten“ Fenstern der Chorempore, Vierung ohne Dachreiter

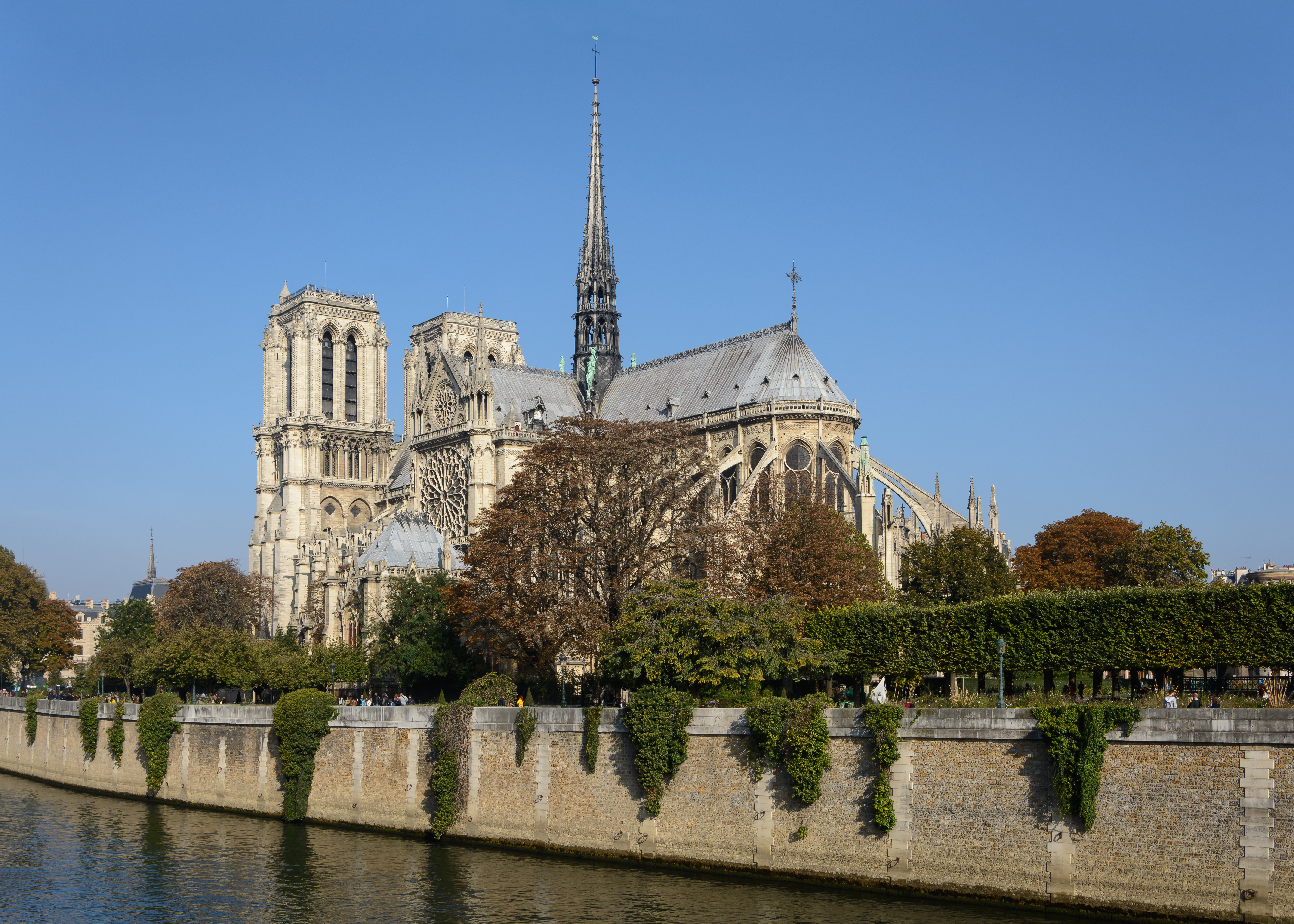
Blick auf die Kathedrale über die Seine von Südosten, 2015

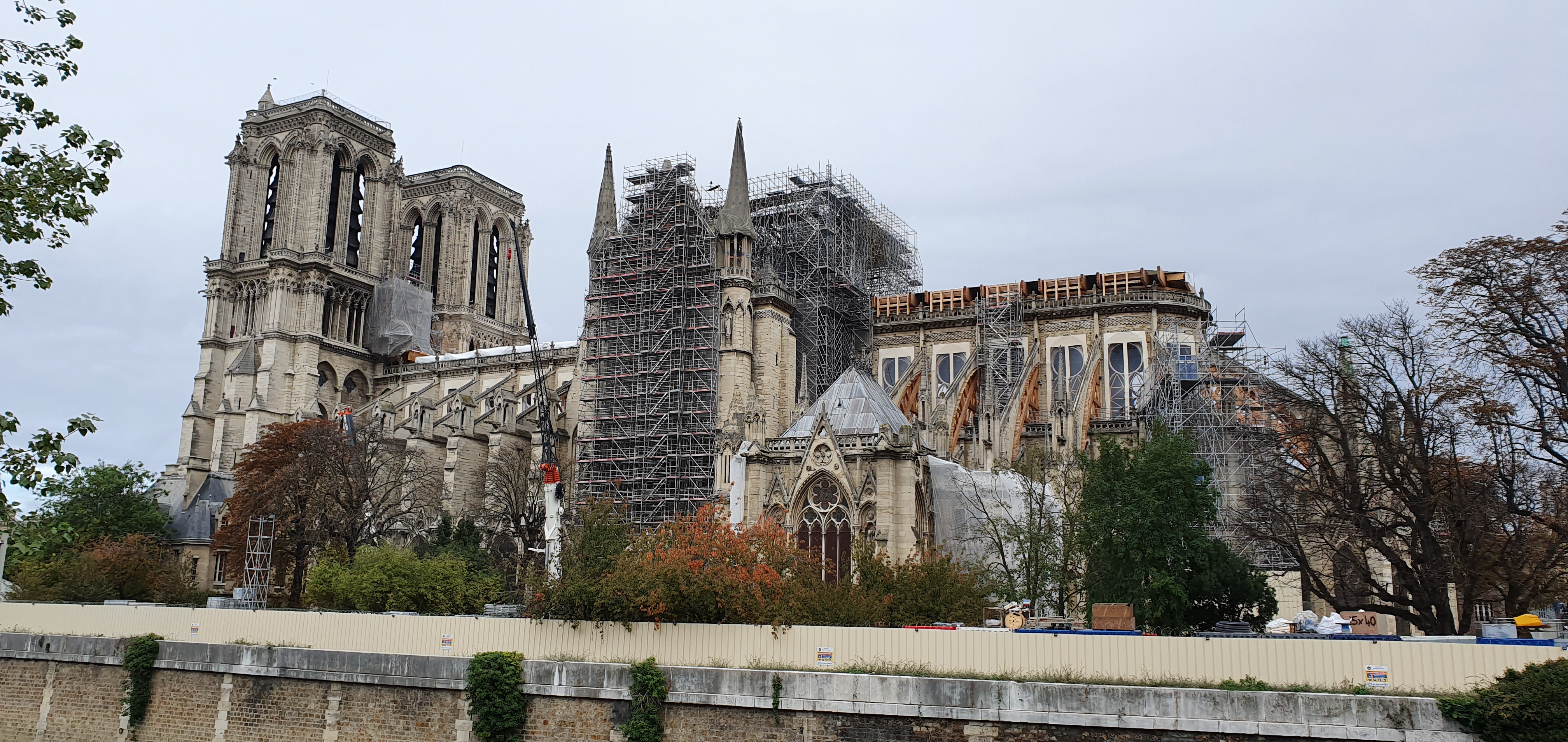
Notre-Dame im November 2019 (nach dem Brand)

Die Kathedrale Notre-Dame de Paris (französisch Cathédrale Notre-Dame de Paris, deutsch Kathedrale Unserer Lieben Frau zu Paris), umgangssprachlich kurz Notre-Dame, ist die römisch-katholische Bischofskirche der Erzdiözese Paris. Die unter dem Patrozinium Unserer Lieben Frau, also der Gottesmutter Maria, stehende Kirche wurde zwischen 1163 und 1345 errichtet und ist eines der frühesten gotischen Gotteshäuser Frankreichs. Ihre charakteristische Silhouette prägt das historische Zentrum von Paris auf der Île de la Cité im 4. Pariser Arrondissement.
Die Hauptachse der Kirche verläuft in etwa parallel zum rechten Arm der Seine, so dass die Apsis mit dem Hauptaltar ungefähr 30 Grad nach Süden von der üblichen Ostung abweicht. Die beiden aus Naturstein errichteten, symmetrischen Westtürme nördlich und südlich des Hauptportals sind 69 Meter hoch. Das Kirchenschiff ist im Inneren 130 Meter lang, 48 Meter breit und 35 Meter hoch. Es bietet bis zu 10.000 Menschen Platz. Der schlanke, hölzerne Vierungsturm, der nach dem Brand von 2019 nach dem Vorbild des im 19. Jahrhundert errichteten Dachreiters rekonstruiert wurde, ragt 93 Meter in die Höhe.
Notre-Dame gehört zu den bedeutendsten historischen Monumenten Frankreichs und war seit dem Mittelalter immer wieder Schauplatz wichtiger geschichtlicher Ereignisse. Im Verlauf der Französischen Revolution wurde die Kirche im Rahmen des Kults des höchsten Wesens zeitweise zum Tempel der Vernunft umgewidmet. Der katholischen Kirche zurückgegeben, fand 1804 die Kaiserkrönung Napoléons I. in Notre-Dame statt. Victor Hugos 1831 erschienener historischer Roman Der Glöckner von Notre-Dame, der zum Großteil in der Kathedrale spielt, weckte ein breites öffentliches Interesse, so dass Rufe nach einer Wiederherstellung der in der Revolution stark in Mitleidenschaft gezogenen Kirche laut wurden. In der darauf folgenden, grundlegenden Restaurierung unter der Leitung des Architekten Eugène Viollet-le-Duc erhielt Notre-Dame im Wesentlichen ihr heutiges Erscheinungsbild.
Bei dem Dachstuhlbrand vom 15. April 2019 entstanden erneut schwere Schäden an der Kathedrale. Nach einer 5-jährigen Restaurierung wurde die Kathedrale am 7. Dezember 2024 wiedereröffnet.

## Geschichte

### Vorgängerbauten

Notre-Dame mit Vorgängerkirchen

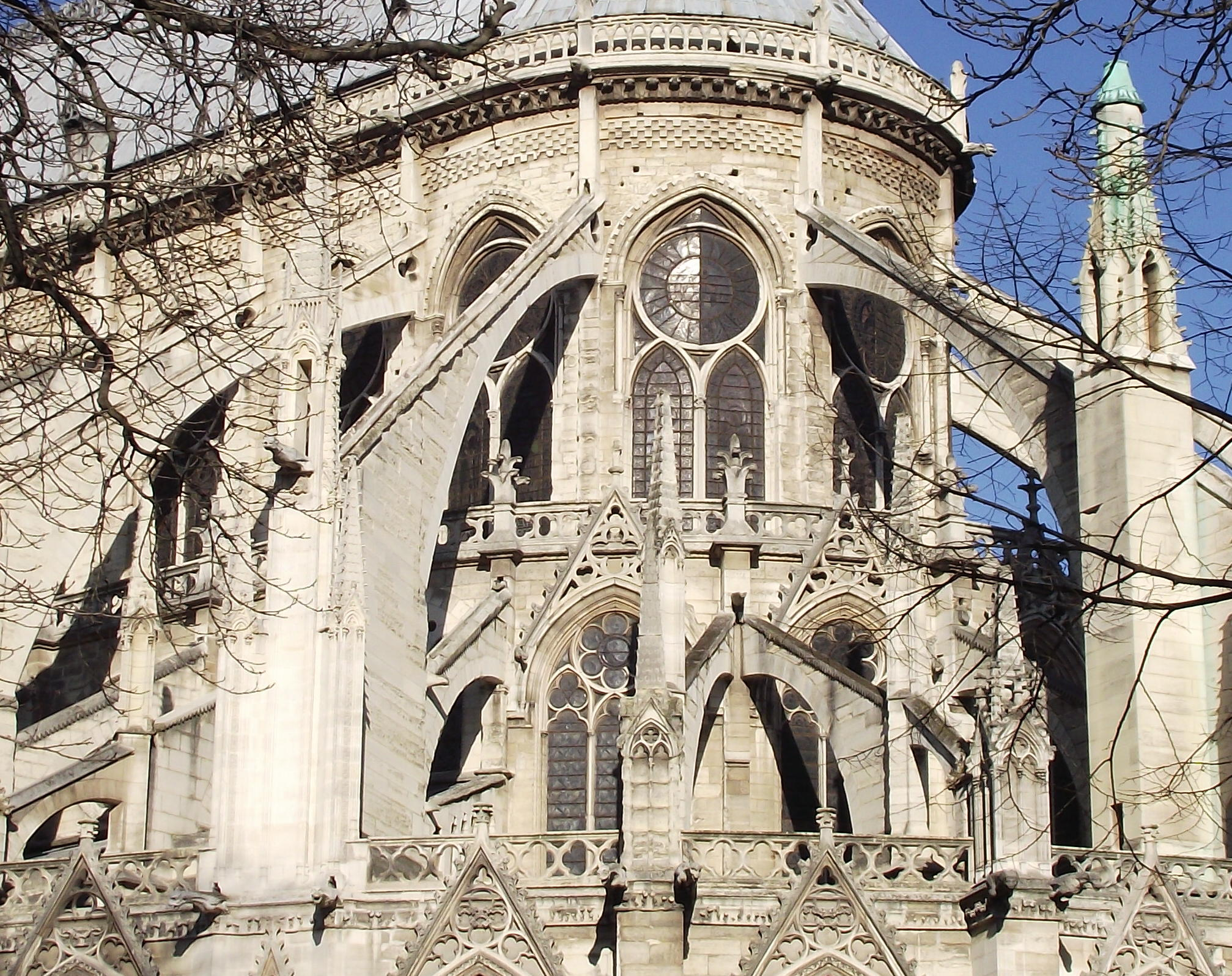
Obergaden und Empore mit runden Grundrissen (erste Phase der Frühgotik vor 1180), aber hochgotischen Maßwerkfenstern (1225–1250)

Die romanische Kathedrale, die der Bischof Maurice de Sully zu Beginn seiner Amtszeit (1160) in Auftrag gab, ersetzte eine karolingische Kathedrale, diese wiederum eine merowingische Basilika. Dabei handelte es sich laut dem Archäologen Jean Hubert (1902–1994) um eine Doppelkirche, bestehend aus einer um 540/550 entstandenen älteren Bischofskirche St. Etienne, die unter der Herrschaft des fränkischen Königs Childebert I. gebaut worden war, und einem in der Ostachse dieser Kirche entstandenen zweiten Kirchenbau der nachfolgenden Jahrhunderte, der dem Patrozinium der Muttergottes (Notre Dame) geweiht war und dessen Chor in der Karolingerzeit erweitert worden war. Gemeinsam mit einer Taufkapelle (St-Jean-le-Rond de Paris) bildeten sie die bischöfliche Ekklesia des seit dem 3. Jahrhundert existierenden Bistums Paris, dessen erste Bischofskirche, eine frühchristliche Alte Kirche des 4. Jahrhunderts, sich ebenfalls bereits an dieser Stelle befunden hatte. Damit ist ihr Standort – neben einer von Gregor von Tours erwähnten Begräbniskapelle (aus dem 3. oder 4. Jahrhundert) bei der damaligen Nekropole Saint-Marcel und vor der Peter-Pauls-Kirche des 5. Jahrhunderts (an der Stelle des heutigen Panthéon) – einer der ältesten unter den bekannten christlichen Gebetsstätten innerhalb der heutigen Pariser Stadtgrenzen.
Dass sich bereits eine Kapelle des ersten Bischofs, des Missionars Dionysius von Paris (um 250), hier befunden habe, ist allerdings ebenso spekulativ wie die Theorie, dass der beim Bau einer Krypta 1710 gefundene Pfeiler der Nautae Parisiaci aus dem 1. Jahrhundert n. Chr. aus einem gallorömischen Tempel an derselben Stelle stamme; tatsächlich waren seine zerbrochenen Teilstücke bei einer Verstärkung der flussseitigen Stadtmauer, neben der später der erste Kirchenbau entstand, in die Mauer eingebaut worden und können aus irgendeinem anderen Standort im antiken Lutetia stammen. Die kleine Kapelle Église Saint-Denis-du-Pas befand sich wohl seit vor dem 12. Jahrhundert an der Stelle des heutigen Square Jean-XXIII vor dem Chor der Kathedrale und diente den Pilgerzügen zur Verehrung der Stelle, an der der heilige Märtyrer Dionysius seine erste Folter erlitten haben soll. Sie stand dort bis Anfang des 19. Jahrhunderts.

### Vier Bauphasen 1163–1345
Der Bau der heutigen Kathedrale begann zu der Zeit des Übergangs von der Romanik zur Gotik und erstreckte sich über annähernd 200 Jahre. Er ist dadurch gekennzeichnet, dass in weitgehend noch romanischem Stil mit dem Chor begonnen wurde, mit dem Fortschreiten des Baus nach Westen zunehmend technische Möglichkeiten und Stilmittel der Gotik eingesetzt wurden, nach achteinhalb Jahrzehnten das Bauwerk so gut wie fertig war und das nächste Jahrhundert mit gotischer Umgestaltung, Erweiterung und Ausstattung älterer Bauteile verging.
Der Bau des Chores und seiner zwei Umgänge wurde 1163 unter Bischof Maurice de Sully und Ludwig VII. begonnen. Nach Fertigstellung wurde der Chor 1182 geweiht. Um 1165 entstand südlich neben der Kathedrale am Seine-Ufer auch der Bischofspalast, der bis 1831 existierte.
In der zweiten Bauphase wurde bis 1190 das mittlere Drittel des Kirchengebäudes gesetzt, bestehend aus der Vierung mit Querschiff, den drei davor liegenden Jochen des Hauptschiffs und jeweils zwei Jochen der beiden nördlichen und der beiden südlichen Seitenschiffe. Die Kirche hatte zunächst keinen Abschluss nach Westen.

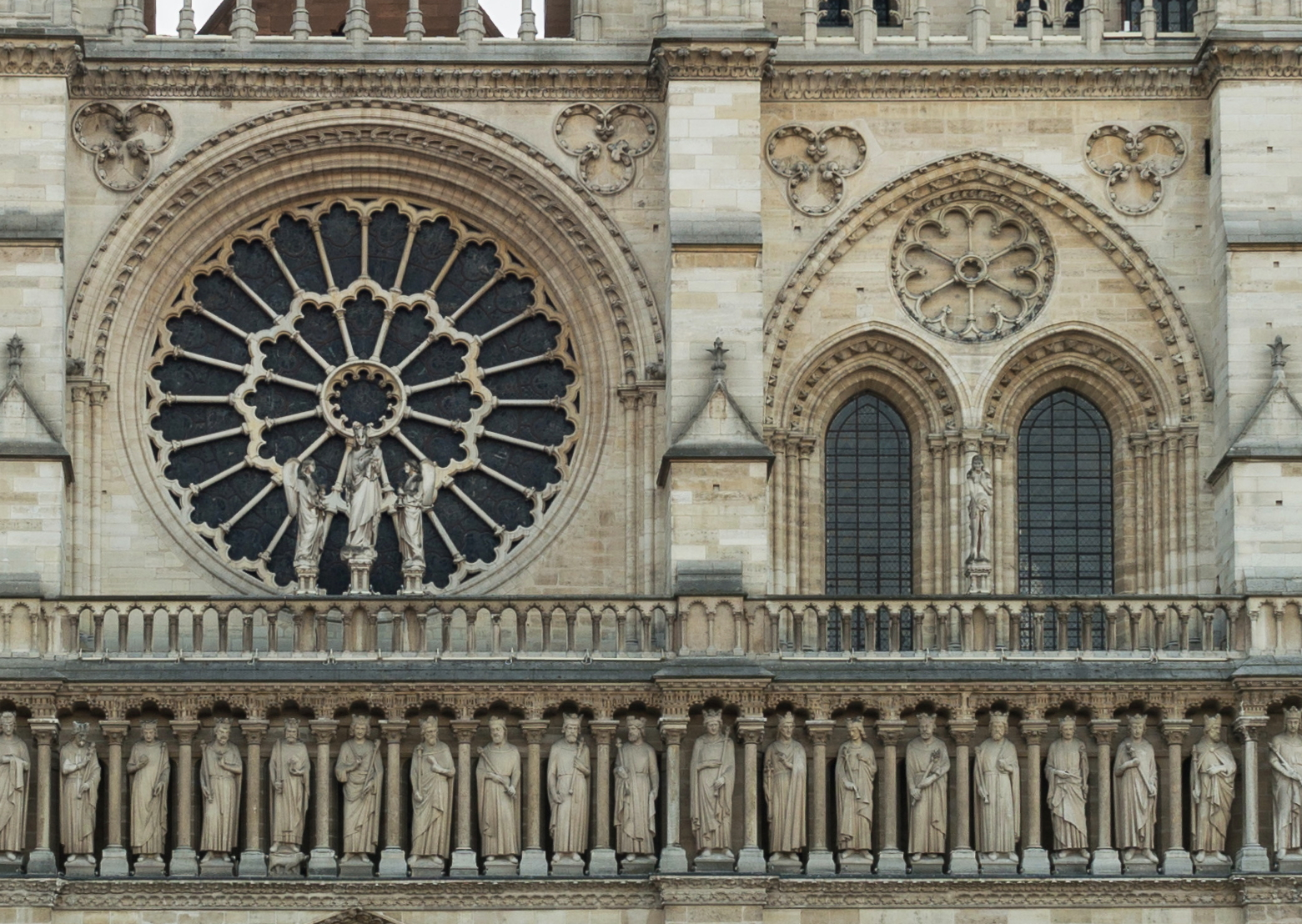
Frühgotische Details der Westfassade: Spitzbogenfenster ohne Maßwerk, runde Kleeblattbögen der Königsgalerie und der Westrose

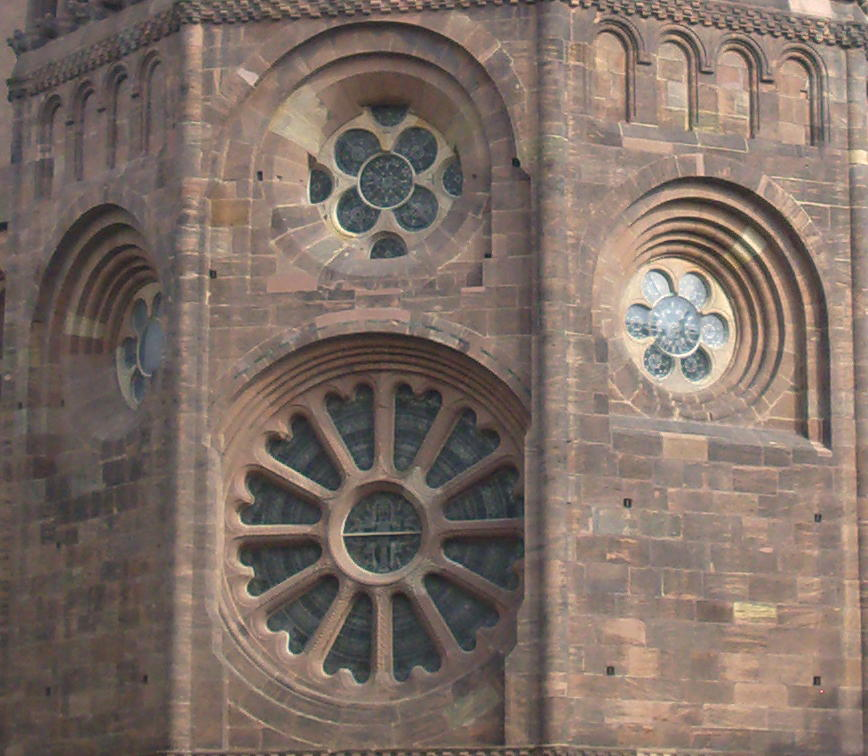
Zum Vergleich der polygonale spätromanische Westchor (1181) des Wormser Doms. Nach 1185 baute man gotische Chorschlüsse polygonal.

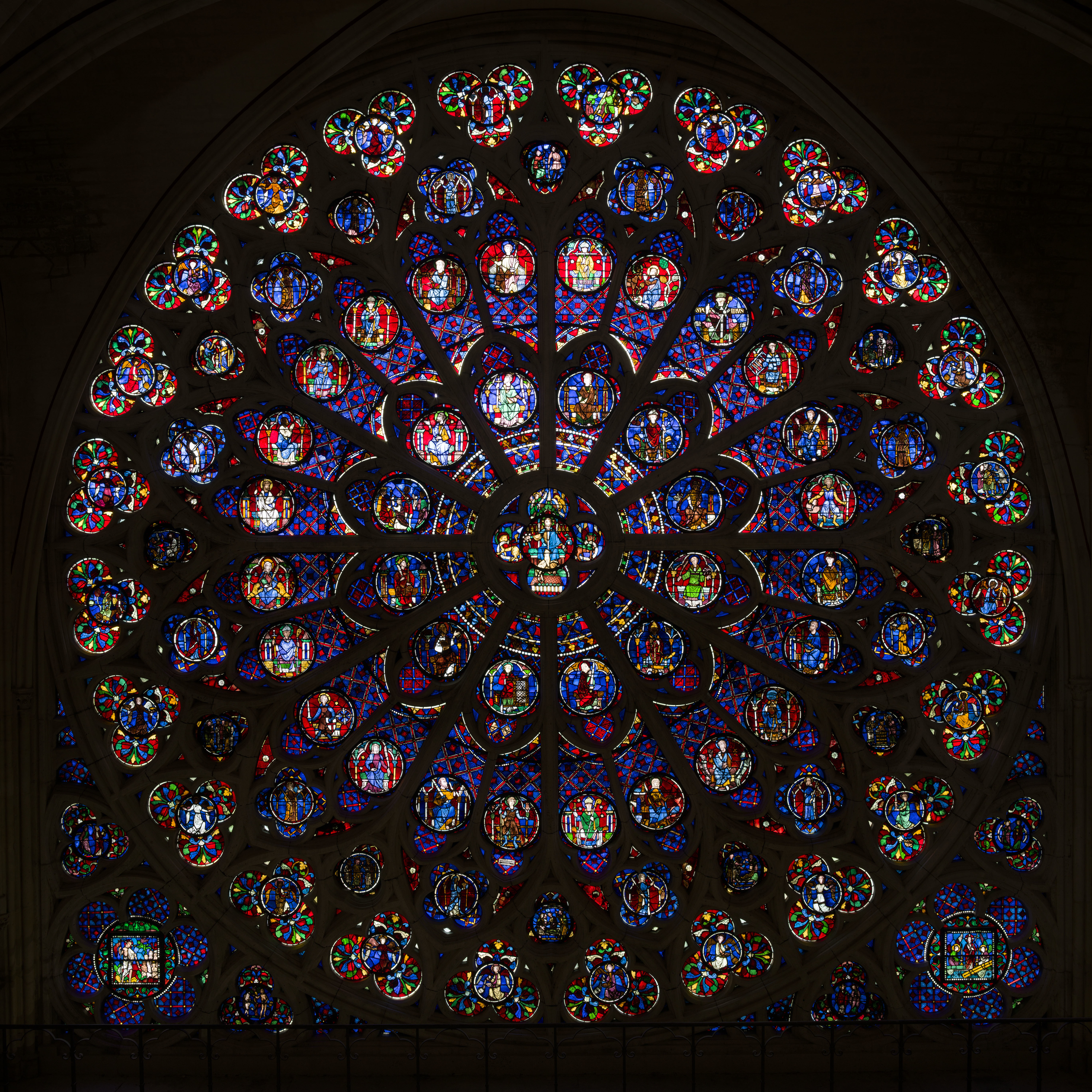
Rosenfenster des Südquerhauses, nach 1258, mit 12 Metern Durchmesser eines der größten Europas.

In der dritten Bauphase von 1190 bis 1225 wurden die unteren Geschosse der Westfassade und das vordere Drittel des Kirchenschiffs errichtet, bestehend aus dem vordersten Joch des Hauptschiffs mit den unteren Geschossen der Türme vor den Seitenschiffen und dem zweiten Joch des Hauptschiffs mit den ersten beiden Jochen aller vier Seitenschiffe. Die ersten 18 Jahre davon vergingen mit dem Setzen der Fundamente. Ab 1208 wurde das Erdgeschoss der Westfassade mit den drei großen Portalen hochgemauert und ausgeschmückt. Ab 1218 wurden die Turmjoche des Kirchenschiffs hochgezogen, die zur Standsicherheit der Fassade gebraucht wurden. Um 1220 kam es zu einem Brand der östlichen Gebäudeteile. Bei der anschließenden Wiederherstellung gab es einige Veränderungen, die die heutige Gestalt von Chor und Schiff bestimmt haben.
Viollet-le Duc hat im 19. Jahrhundert versucht, den ursprünglichen Zustand zu erschließen und in seine Restaurierungsmaßnahmen einfließen zu lassen. Er fand Hinweise, dass die Choremporen zunächst Pultdächer gehabt hatten, und an der Südseite des zweiten Langhausjoches Reste einer Rundöffnung. Aufgrund seiner Rekonstruktion sind die dem Querhaus benachbarten Obergaden heute kleiner als die übrigen und frühgotisch maßwerklos. Die Rundfenster darunter sind von dem Befund aus dem zweiten Langhausjoch inspiriert, dürfen aber nicht als Rekonstruktion frühgotischer Fenster missverstanden werden, sondern sind als verglaste Rekonstruktionen original unverglaster Triforiumsöffnungen zu verstehen.
Bis 1250 wurden über den Chorumgang die Strebebögen verstärkt und die Schrägdächer durch Terrassen ersetzt, außerdem die Obergaden durch Maßwerkfenster im Stil früher Hochgotik ersetzt. Etwas zügiger entstand 1220 bis 1225 das Rosengeschoss der Turmfront mit der westlichen Fensterrose. Damit war die Kirche abgesehen von den Freigeschossen der Türme in ganzer Länge gebaut. Das Rosenfenster hat schon voll ausgebildetes Maßwerk, die benachbarten Koppelfenster in den Türmen bestehen aus maßwerklosen frühgotischen Spitzbogenfenstern, aber zwischen deren Spitzen Rundblenden mit Schleierstabwerk.
Während der vierten Bauphase von 1225 bis 1250 wurden die Turmgeschosse errichtet. Aus dieser Zeit sind Änderungen des Bauplans und erste Umbauten dokumentiert. An die Seitenschiffe wurden zwischen den Strebepfeilern Kapellen angebaut. Nach der Fertigstellung des Südturms 1240 wurde noch im selben Jahr beschlossen, den Türmen keine Spitzen aufzusetzen. Mit dem Abschluss des Nordturms 1250 war die Kathedrale faktisch fertiggestellt und funktionstüchtig.

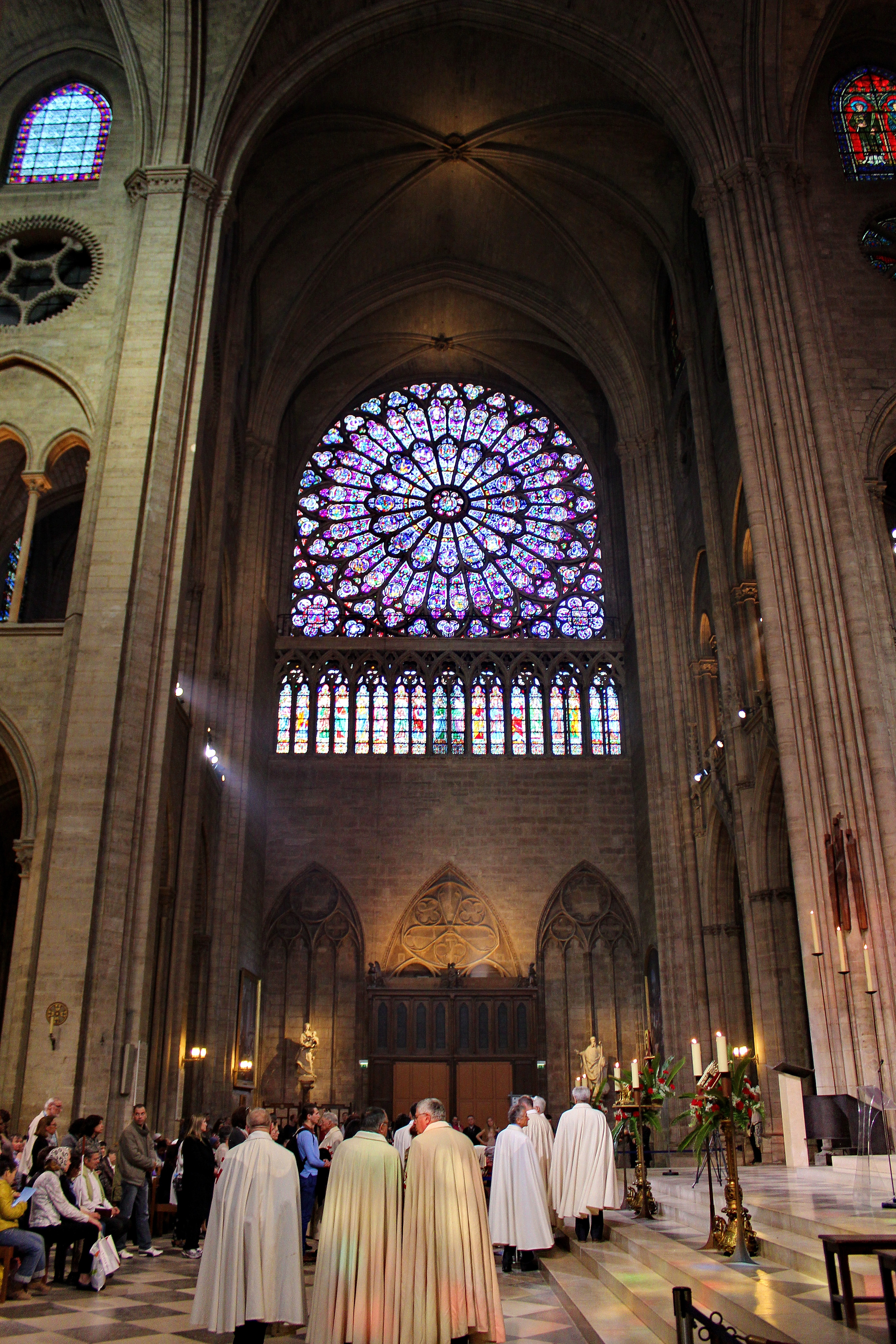
Vierung und Nordquerschiff

### Modernisierungen und Erweiterungen bis Mitte des 14. Jahrhunderts
Inzwischen nahm man Anstoß an den frühgotischen Formen der vor der ab 1220 durchgeführten Erneuerung gebaute Teile wie der Fassaden des Querschiffs. Darum wurde das Querschiff teilweise wieder abgebrochen und durch Jean de Chelles ab 1250 nach Norden und anschließend nach Süden verlängert. Er schuf noch die neue, hochgotische Nordfassade des Querhauses.
Dessen neue Südfassade schuf sein Nachfolger, der auch an der Errichtung der Sainte-Chapelle beteiligte Pierre de Montreuil. Dann begann er, die Strebepfeiler des Chors durch kräftigere und elegantere zu ersetzen. Daher ist heute nur noch die Westfassade frühgotisch und, wenig beachtet, die seitlichen Außenwände der Chorempore. Der nächste Baumeister, Pierre de Chelles, errichtete den Lettner und begann 1296, den doppelten Chorumgang mit einem Kranz von Kapellen zu versehen.
Jean Ravy war Baumeister von 1318 bis 1344. Er vollendete die letzten Seitenkapellen des Chorumgangs und baute die elegantesten Strebepfeiler des Chores. Im Innenraum begann er mit der Gestaltung der Chorschranken.
Sein Neffe Jean le Bouteiller leitete die Arbeiten von 1344 bis 1363.
Dessen Nachfolger Raymond du Temple brachte die Bauarbeiten zum Abschluss. Er vollendete vor allem die Chorschranken.

### Spätere Geschichte des Bauwerks
Im Zeitalter der Aufklärung wurden im Jahr 1728 die Buntglasfenster durch weiße Glasfenster ersetzt und die Wände weiß übertüncht. In den folgenden Jahrzehnten wurde ein Großteil der Figuren an den Türmen entfernt. 1793 stürmten die Verfechter der Revolution das Gotteshaus und zerstörten die Inneneinrichtung, deren metallene Gegenstände im Hôtel des Monnaies eingeschmolzen wurden. Im Gegensatz zu zahlreichen französischen Klöstern wurde die Kirche nicht abgerissen, aber entweiht und zum Tempel des höchsten Wesens, der Vernunft, erklärt. Später diente sie als Weindepot.
Nach der Unterzeichnung des Konkordates von 1801 gestattete Napoléon I. im Jahr 1802 die erneute liturgische Nutzung der Kathedrale, bevor er sich zwei Jahre später hier zum Kaiser krönte. Am 27. Februar 1805 wurde die Kirche durch Papst Pius VII. zur ersten französischen Basilica minor erhoben. Doch auch das konnte den durch die Revolution begonnenen Verfall nicht aufhalten. Zudem verwüsteten während der Julirevolution von 1830 Aufständische den an die Kirche angrenzenden erzbischöflichen Palast und die Schatzkammer.
1905 wurde das Gebäude wie fast alle französischen Sakralbauten durch das Gesetz zur Trennung von Kirche und Staat Staatseigentum.

### Restaurierungen

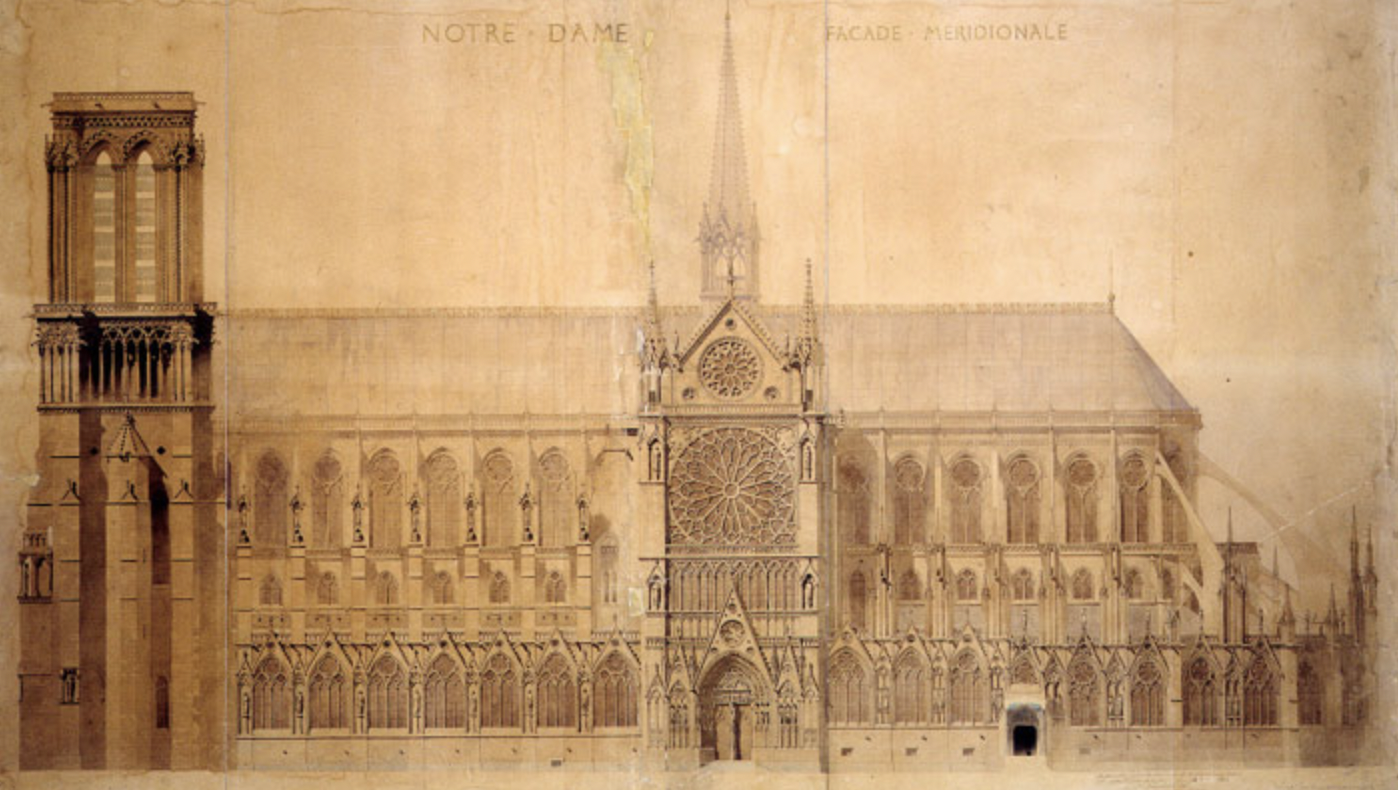
Erster Restaurationsentwurf, um 1840: hoch- bis spätgotische Purifikation, noch keine Orientierung an einem „Urzustand“

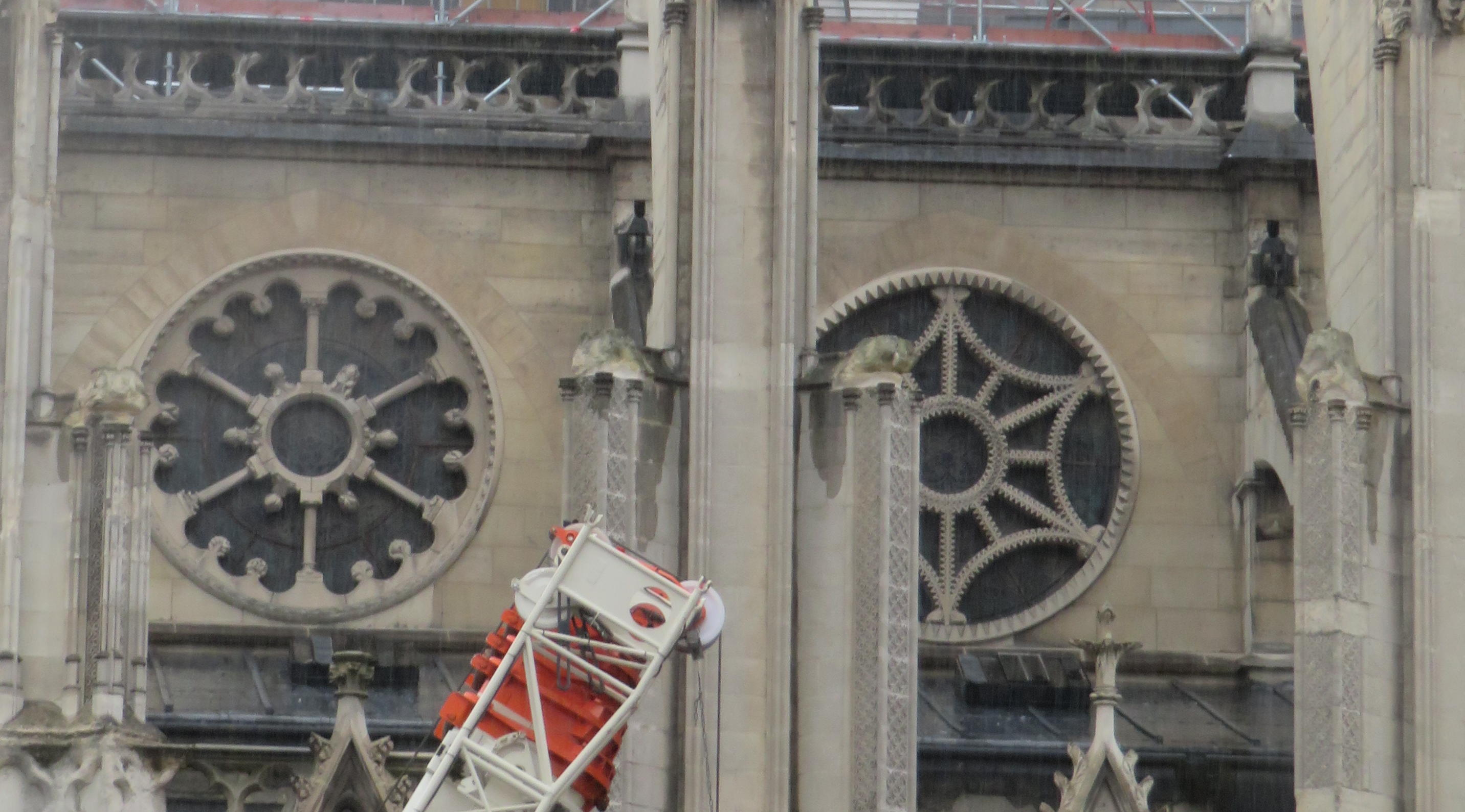
Nachempfundene „frühgotische“ Emporenfenster

Erst Victor Hugos 1831 erschienener Roman Der Glöckner von Notre-Dame rückte die Schönheit des Gebäudes wieder ins Blickfeld und trug zu der 1844 getroffenen Entscheidung für eine umfassende Restaurierungskampagne unter der Leitung von Eugène Viollet-le-Duc bei, die erst zwanzig Jahre später zum Abschluss kam. Unter anderem wurden die beschädigten oder fehlenden Skulpturen ersetzt und ein neuer, einem hohen Dachreiter ähnelnder Vierungsturm aus mit Blei verkleidetem Holz errichtet. Im Jahr 1858 wurden im Zuge der Restaurierung der erzbischöflichen Grabkammer weitere Gräber freigelegt.
In den 1990er Jahren wurde die Turmfront gereinigt. Wegen des zuletzt schlechten Zustands der Kathedrale war für die Jahre 2019 bis 2022 eine erneute Großrestaurierung geplant. Die Instandsetzungsarbeiten begannen im April 2019.

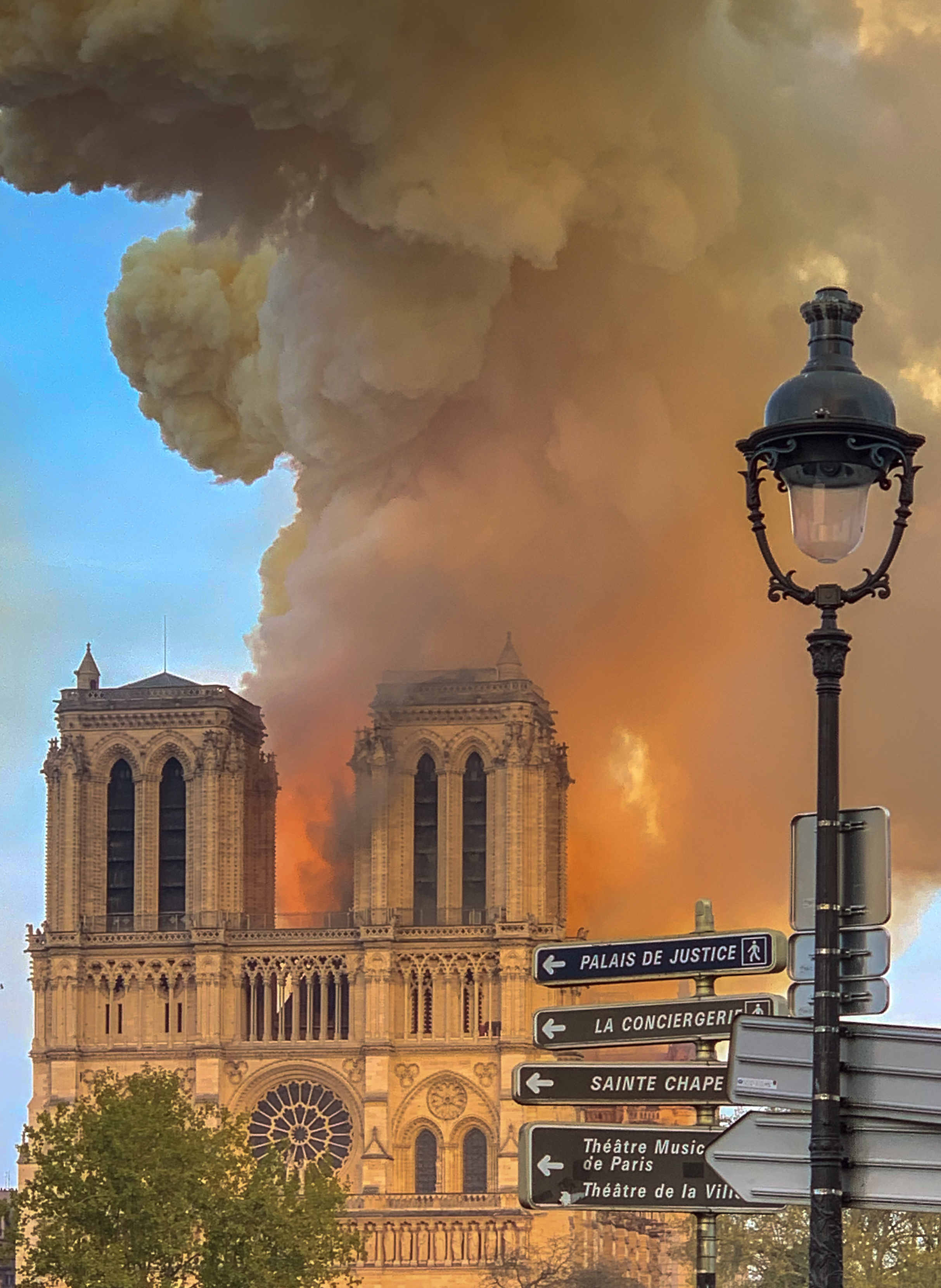
Brand am 15. April 2019

### Großbrand 2019 und Wiederaufbau
Am Abend des 15. April 2019 kam es in der Kathedrale zu einem Großbrand, der am frühen Morgen des Folgetags unter Kontrolle gebracht werden konnte. Weite Teile des Dachstuhls aus Eichenholz verbrannten, der hölzerne Vierungsturm stürzte ein und das Gewölbe der Hauptschiffe wurde an mindestens zwei Stellen durchbrochen. Zahlreiche Kunstschätze sowie die Glocken und Reliquien konnten dagegen gerettet werden.
Frankreichs Präsident Emmanuel Macron kündigte am selben Abend einen Wiederaufbau des teilweise zerstörten Bauwerks an. Das französische Parlament beschloss, sie möglichst originalgetreu rekonstruieren zu lassen. Ein Parlamentsbeschluss war erforderlich, da Notre-Dame seit dem Gesetz zur Trennung von Kirche und Staat von 1905 Staatseigentum ist. Der Wiederaufbau sollte binnen fünf Jahren stattfinden. Im September 2020 öffnete die Krypta wieder ihre Tore für Besucher. Diese archäologische Zone unter der Kathedrale existiert seit 1980 und wurde vor dem Brand von 13 Millionen Menschen pro Jahr besucht. Am 12. Januar 2024 wurde der Dachstuhl fertiggestellt. Am 13. Februar 2024 wurde schließlich auch der Vierungsturm enthüllt.
Der Wiederaufbau wurde von Kontroversen begleitet, die unterschiedliche Ansätze zur architektonischen und denkmalpflegerischen Herangehensweise vertraten. Letztlich entschied man sich für den vor allem von renommierten Denkmalschützern, der UNESCO und schließlich auch der Regierung Macrons befürworteten restaurativen Weg statt einen von vielen Architekten und Architekturhistorikern vorgebrachten kreativeren Umgang mit der Bauaufgabe, wie ihn im Übrigen Viollet-le-Duc bei seinem eigenen Projekt verfolgte.
Die Kathedrale wurde am 7. Dezember 2024 mit einem Staatsakt von dem französischen Präsidenten Emmanuel Macron und dem Pariser Erzbischof Laurent Ulrich wiedereröffnet. Eine Vielzahl nationaler Gäste und etwa 40 ausländische Staatschefs nahmen an der Feier teil, darunter der designierte US-Präsident Donald Trump, First Lady Jill Biden, das Königspaar der Belgier Phillipe und Mathilde, das Großherzogspaar von Luxemburg Henri und Maria Teresa, der britische Prinz William, der ukrainische Präsident Wolodymyr Selenskyj und der deutsche Bundespräsident Frank-Walter Steinmeier. Für den musikalischen Rahmen sorgten der Pianist Lang Lang, die Sängerin Angélique Kidjo, der Popsänger Pharrell Williams, der Tenor Benjamin Bernheim, die Sopranistin Pretty Yende, die Cellisten Yo-Yo Ma und Gautier Capuçon und ein Orchester unter Leitung von Dirigent Gustavo Dudamel. Während der Feier zur Wiedereröffnung trugen Erzbischof Laurent Ulrich und die restlichen Geistlichen liturgische Gewänder aus weißem Stoff mit bunten Mustern, die der Modedesigner Jean-Charles de Castelbajac entworfen hatte.

## Architektur

### Fassade

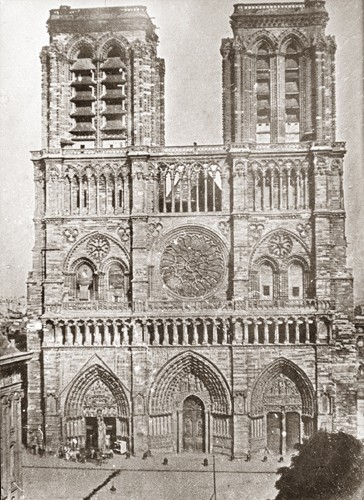
Westfassade 1840 (Daguerreotypie)

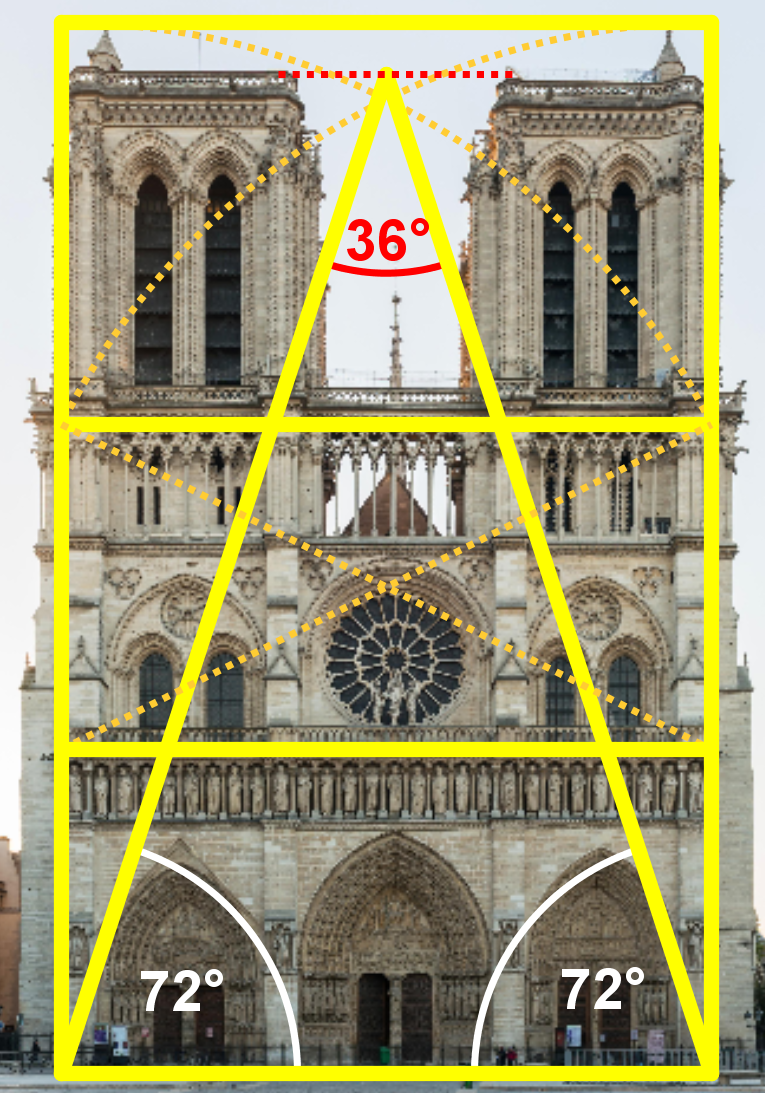
Merkmale des Goldenen Schnitts

Die Errichtung der Westfassade begann 45 Jahre nach der Weihe des Chores. Vollendet wurde sie um 1250. Ihr ausgewogenes Verhältnis von Senkrechten und Waagerechten ist eigentlich untypisch für die Gotik. Die bereits 1137 fertiggestellte Fassade der Basilika von Saint-Denis und die der Kathedrale von Laon (1190) weisen zwar noch viel mehr romanische Details auf, sind aber schon stärker vertikal betont.
Die Proportionen der Fassade beruhen auf der Anordnung von Quadraten, die ineinander verschränkt sind. Damit wird ein Rechteck aufgebaut im Seitenverhältnis von rund 2:3. So sollte das Ideal des heiligen Augustinus verwirklicht werden: eine Architektur, deren Proportionen auf musikalischen Konsonanzen beruhten, die ihrerseits die harmonische Ordnung des Universums widerspiegeln. Das Mittelportal ist im Vergleich zu den Seitenportalen nur geringfügig hervorgehoben.
Insgesamt ist die Fassade nach dem Prinzip des Goldenen Schnitts gestaltet und weist die Merkmale des Goldenen Dreiecks und des Goldenen Rechtecks auf.
Die Königsgalerie ist hinsichtlich der Thematik eine Neuerung, so hat etwa die um 1130 errichtete Westfassade von Notre-Dame-la-Grande in Poitiers eine zweietagige Heiligengalerie. Die Königsgalerie versinnbildlicht die innige Verknüpfung von Kirche und Monarchie. Die 28 Figuren stellen die Könige von Juda dar. Schon im 13. Jahrhundert hielt das Volk sie für die Könige Frankreichs. Diese Reihung von überlebensgroßen Königsstatuen wurde in einigen der bedeutendsten Kathedralen nach Paris übernommen, so in Reims und Amiens. Die Königsfiguren der Pariser Kathedrale sind jedoch allesamt neuzeitlicher Ersatz. Ihre Originale – die ja für das Volk gemeinhin den Herrschaftsanspruch der französischen Könige darstellten – wurden wie viele Kunstwerke in Notre-Dame während der Französischen Revolution zerstört. Die Figuren wurden von Eugène Viollet-le-Duc im Zuge der Restaurierungsarbeiten ab 1845 ersetzt. Zwei der Königsfiguren weisen die Gesichtszüge von Viollet-le-Duc und Jean-Baptiste Lassus auf. 1977 wurden 21 der 28 originalen Köpfe wiederentdeckt. Sie sind heute im Musée national du Moyen Âge ausgestellt.

Königsgalerie mit 28 Figuren

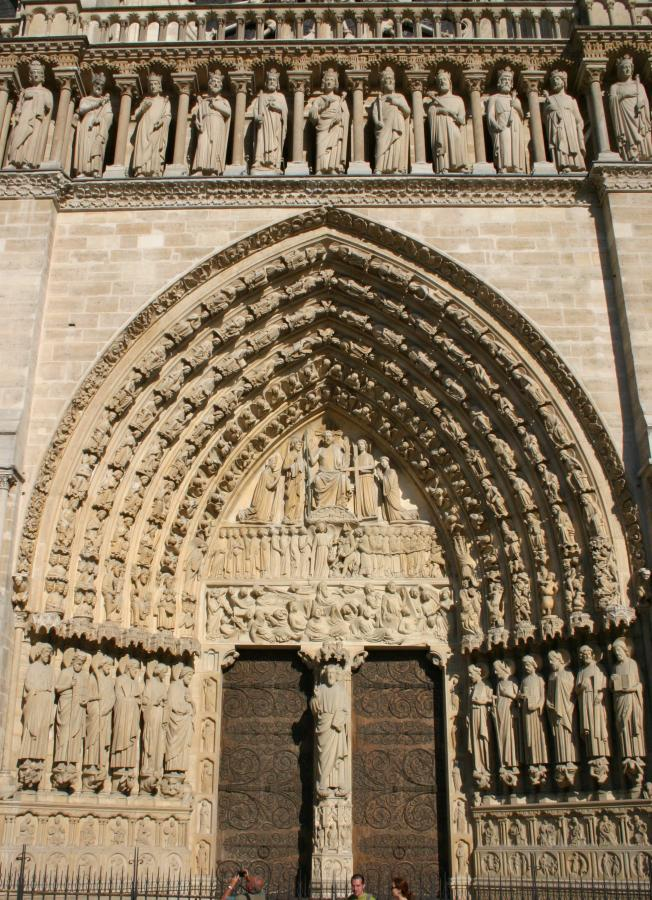
Hauptportal (mittleres Westportal)

Notre-Dame verfügt über bedeutende Figurenportale sowohl an der Westfassade als auch an den Querhäusern. Die drei Portale der Westfassade sind im 19. Jahrhundert stark restauriert worden und bestehen nur noch zum geringen Teil aus originaler Substanz. Als man im Zuge der Französischen Revolution Notre-Dame in einen Tempel der Vernunft umwandelte, wurden die meisten Darstellungen zerstört oder schwer beschädigt. Da das ursprüngliche Programm und Aussehen jedoch bekannt waren, haben sich die Restauratoren weitgehend an den mittelalterlichen Zustand gehalten.
Das nördliche der drei Westportale, das Portail de la Vierge, ist das älteste. Es entstand etwa um 1200 und ist der Jungfrau Maria gewidmet. Im Tympanon, dem Giebelfeld über dem Portal, ist die sogenannte Marienkrönung dargestellt. Der Türsturz darunter zeigt die von Christus erweckte Maria, die, in Anwesenheit der 12 Apostel, von zwei Engeln aus ihrem Sarg gehoben wird. Der unterste Teil zeigt Darstellungen von Propheten.
Das zentrale Westportal, das Portail du Jugement dernier, ist etwas später als das Portal de la Vierge entstanden. Darstellungen des Jüngsten Gerichts waren in der mittelalterlichen Gotik weit verbreitet und sind auch bei Portalen anderer bedeutender Kathedralen zu finden. Zuoberst im Tympanon ist Christus als Weltenrichter dargestellt. Direkt unter Christus ist ein Engel mit einer Waagschale zu sehen, der die Seelen der Verstorbenen aufwiegt. Unmittelbar neben ihm steht ein Teufel, der mit dem Engel darum streitet, welche Toten in die Hölle (rechts vom Teufel) und welche in den Himmel (links vom Engel) eintreten.
Das südliche Seitenportal, das Portail Sainte-Anne (etwa um 1230), ist das jüngste der drei Westportale, besitzt aber die ältesten Elemente; sie stammen aus dem 12. Jahrhundert und wurden für das Tympanon und einen Türsturz verwendet. Es ist nach der heiligen Anna benannt und korrespondiert auch thematisch mit dem Portail de la Vierge auf der anderen Seite. In der Mitte des Tympanons wird die Jungfrau Maria thronend gezeigt, wie sie das segnende Jesuskind auf ihrem Schoß hält.

Tympana der drei Westportale
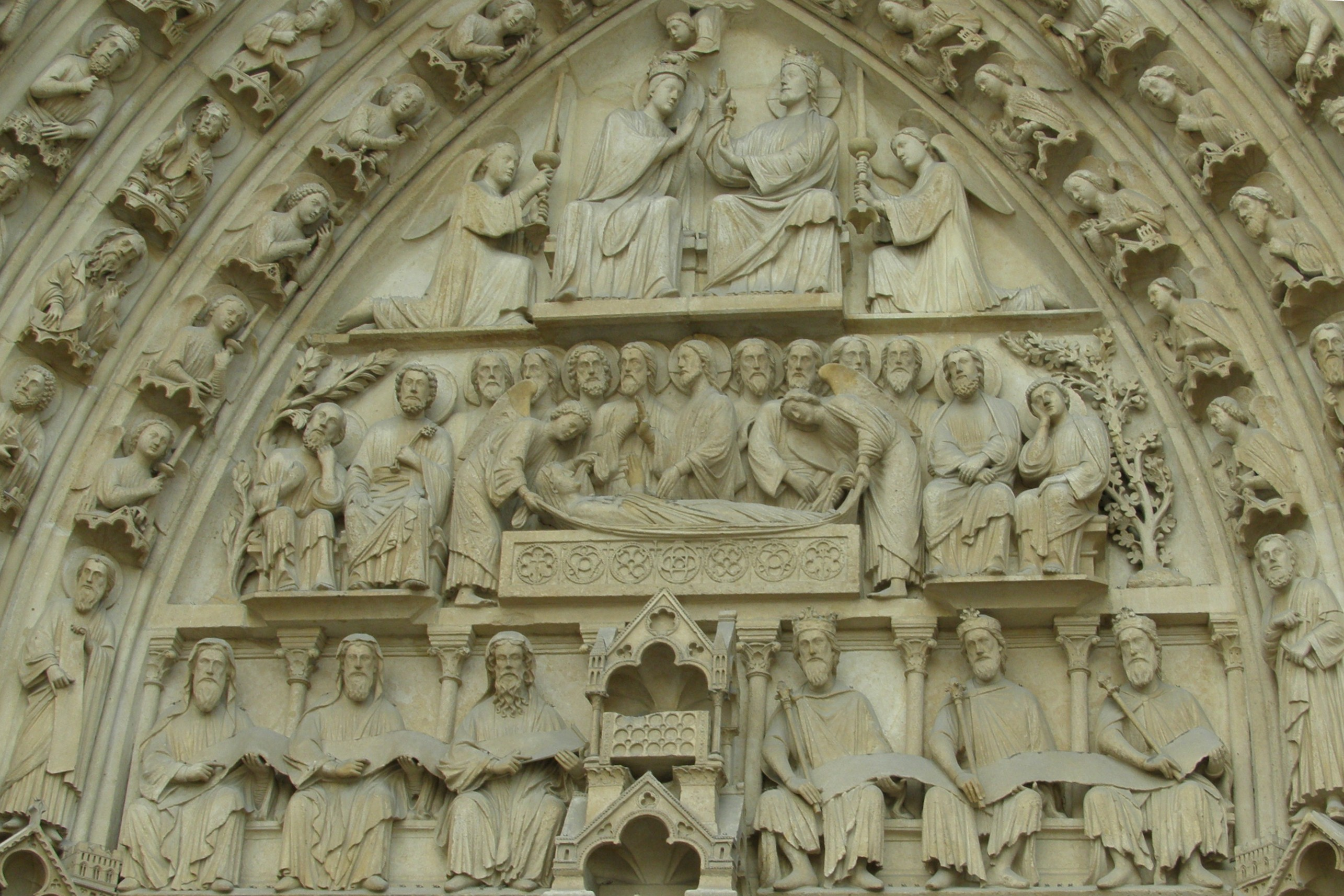
Portail de la Vierge (nördliches)
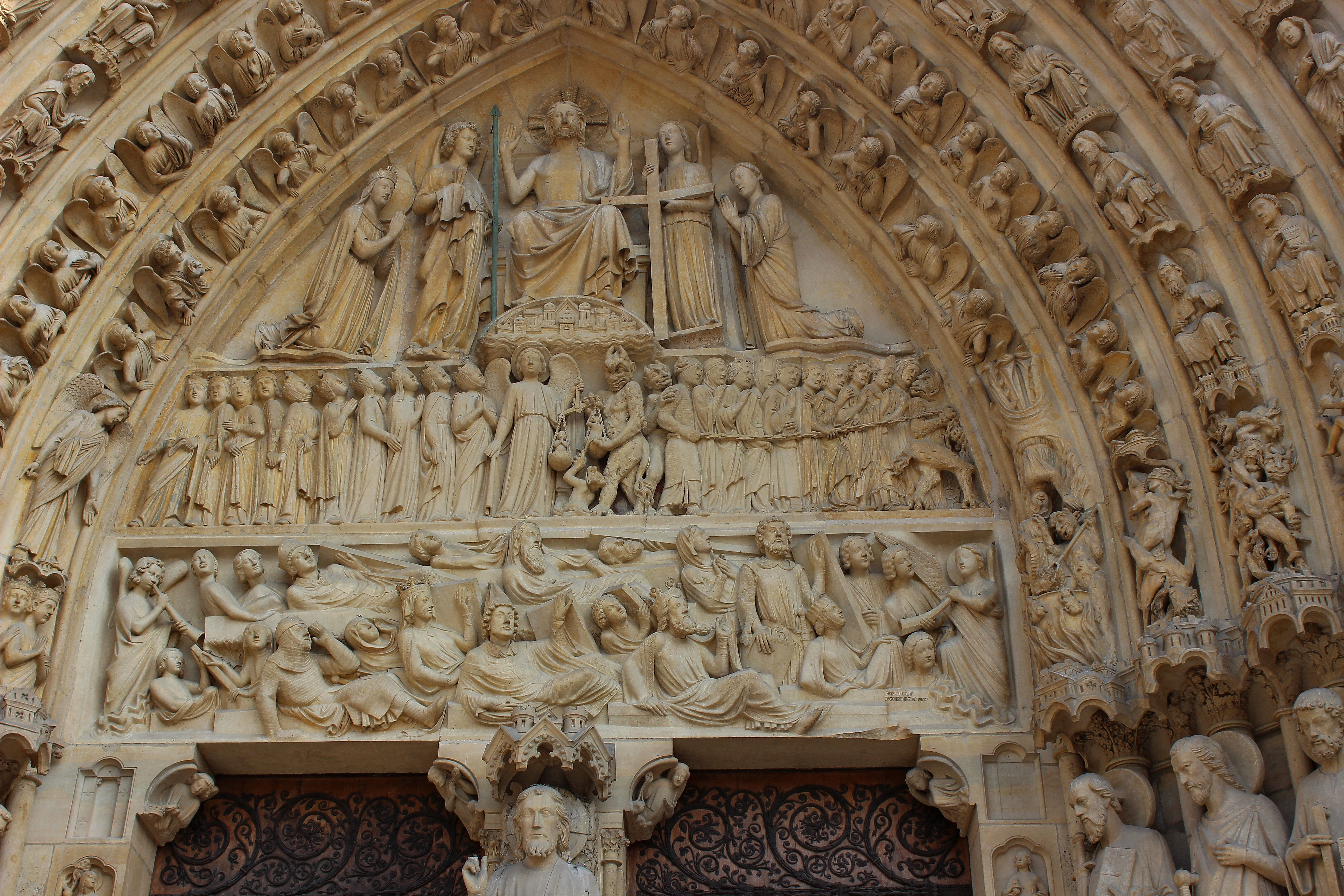
Portail du Jugement dernier (mittleres)
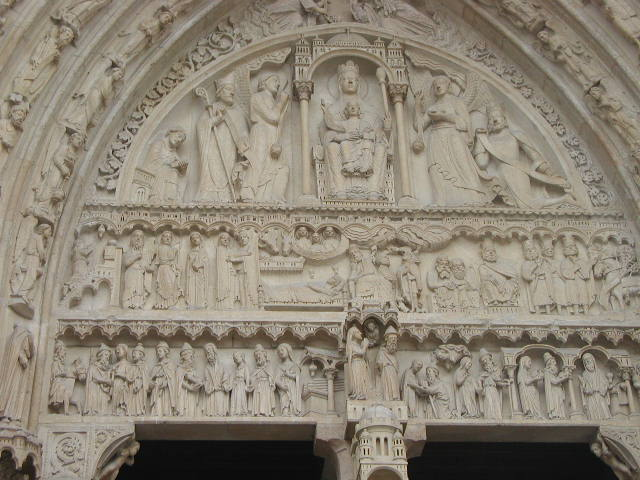
Portail Sainte-Anne (südliches)

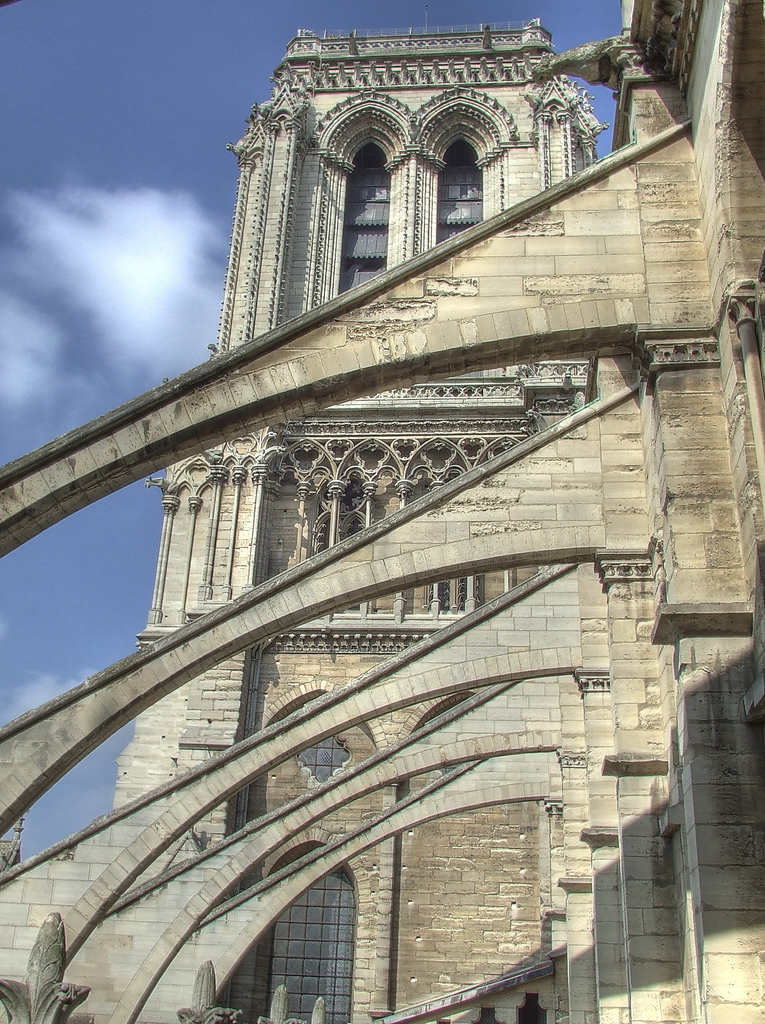
Strebebögen der Südseite

### Strebewerk
Das Strebewerk von 1180/1200 gilt als eine für die Geschichte der gotischen Architektur entscheidende Erfindung, die zunächst den Baumeistern von Notre-Dame, Pierre de Montreuil und Jean de Chelles, zugeschrieben wurde. Bislang ist nicht gesichert, an welchem Bauwerk das offene Strebewerk zum ersten Mal angewendet worden ist. Nachträgliche Vergrößerungen der Fensterzonen, Bauschäden oder Restaurierungen haben den ursprünglichen Zustand vieler früherer Strebewerke verunklärt. In Paris waren anfangs die Streben noch unter den Emporendächern eingebaut.
Zwischen 1160 und 1180 entstanden die ersten über den Seitenschiffdächern hinaufsteigenden Strebebögen, möglicherweise nicht bei der Notre-Dame, sondern einige hundert Meter weiter bei St. Germain-des-Prés. Obwohl der gotische Bau von Notre-Dame insgesamt erst danach begonnen wurde, wurden die Strebebögen hier nach 1225 verbessert.

### Grotesken

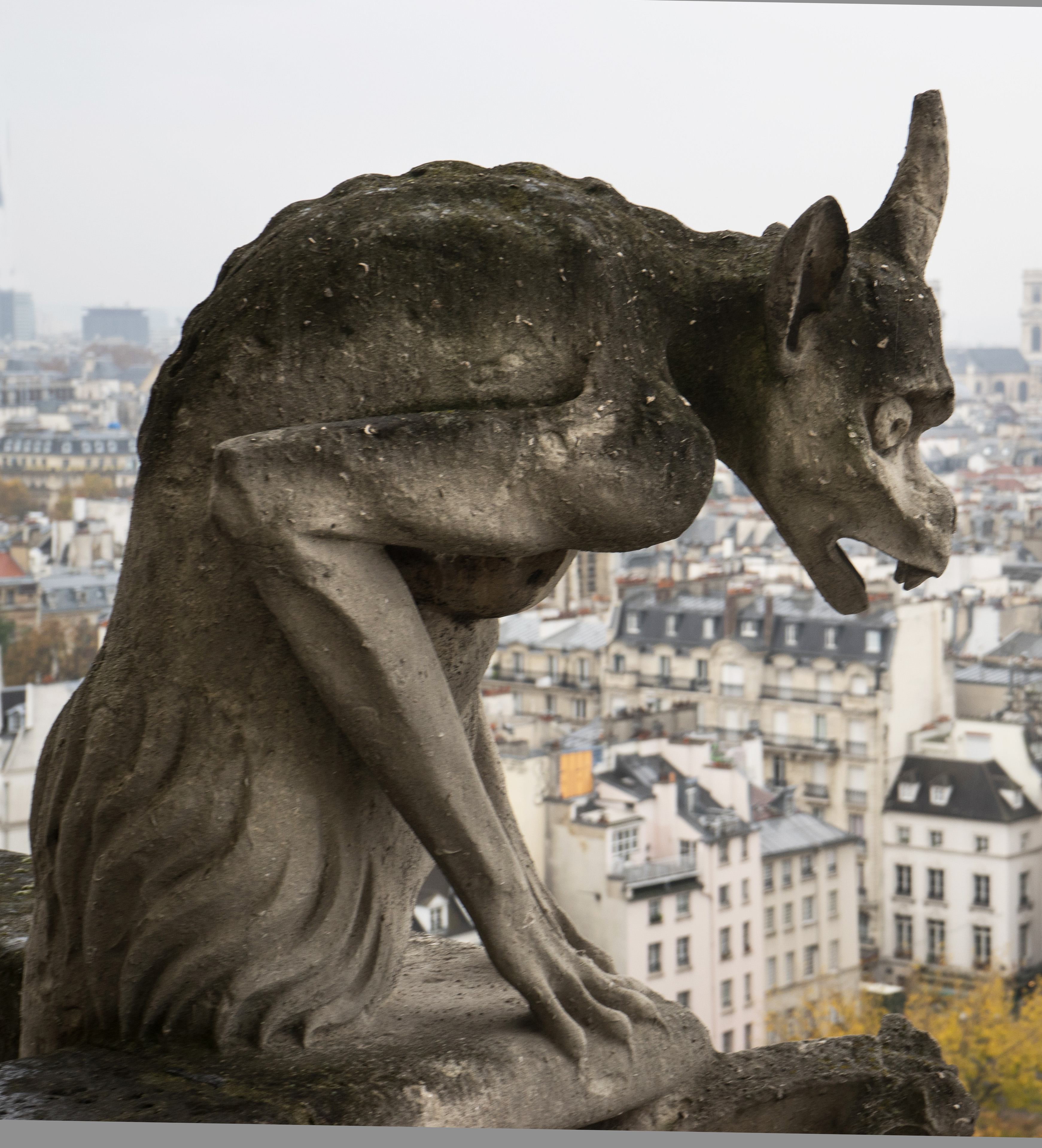
Drolerie

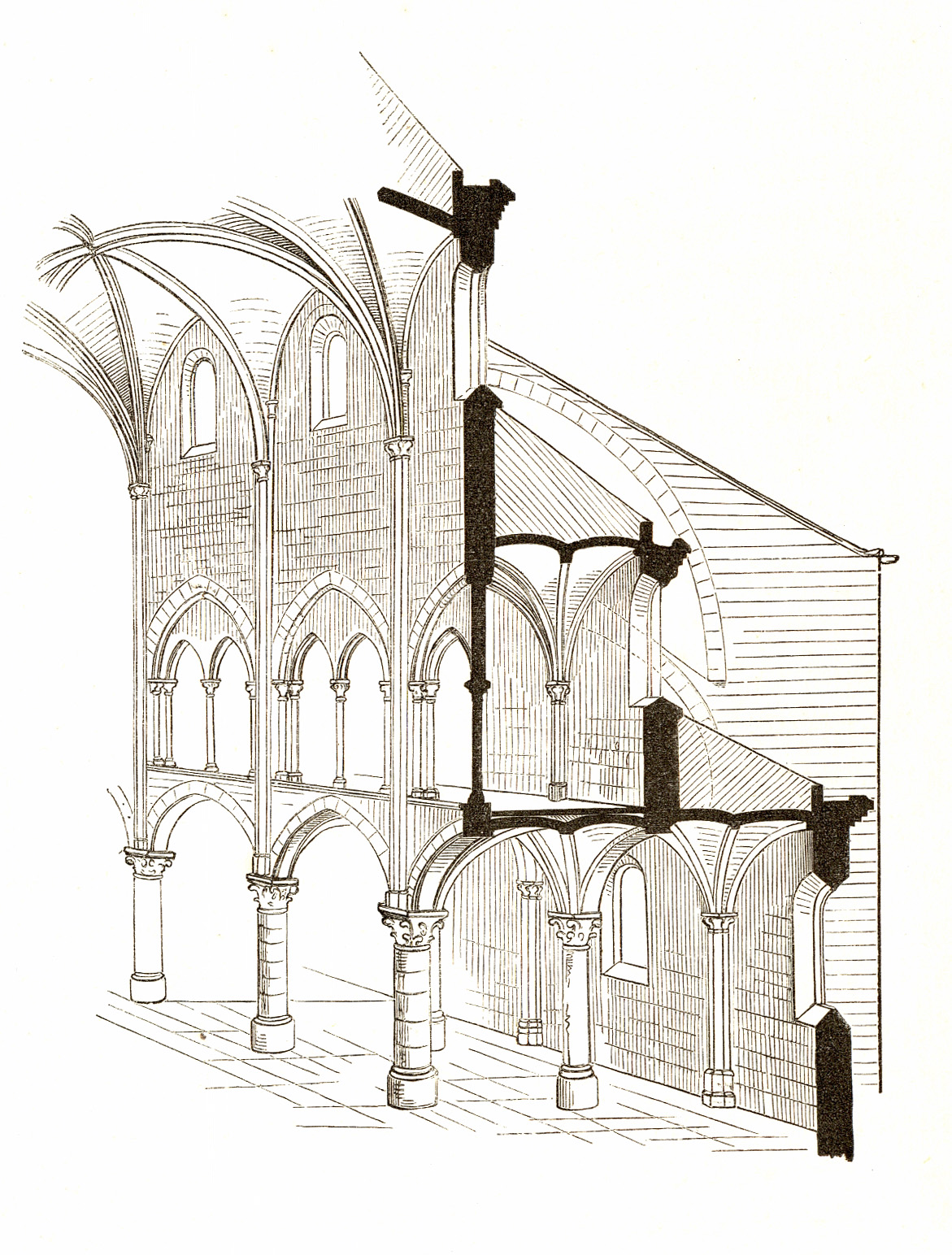
Strebebögen des Chores, Zeichnung A. Essenwein

Die berühmten Grotesken der „Galerie des Chimères“, die von der oberen Balustrade auf die Stadt hinabblicken (siehe auch Drolerie), hatten seit alters her apotropäische Bedeutung, sie sollten also bösen Zauber abwehren. Die Monstren aller Art sind eine Besonderheit der romanischen Kunst. Im 13. Jahrhundert geht ihre Darstellung an bevorzugten Plätzen wie den Portalen merklich zurück, vermutlich durch den starken Einfluss der Zisterziensermönche. So wurden die seltsamen Fabelwesen in gotischer Zeit nur noch an den Regenwasserspeiern angebracht.
Die originalen Wasserspeier wurden im 18. Jahrhundert entfernt, als einige durch die Witterungseinflüsse zu zerbröckeln begannen und 60 Meter tief auf das Pflaster stürzten. Die Figuren sind heute Kopien bzw. Neuschöpfungen aus dem 19. Jahrhundert und durch den Roman von Victor Hugo beeinflusst. Man merkt das aus der Nähe deutlich an dem Betoncharakter des Materials.

### Innenraum

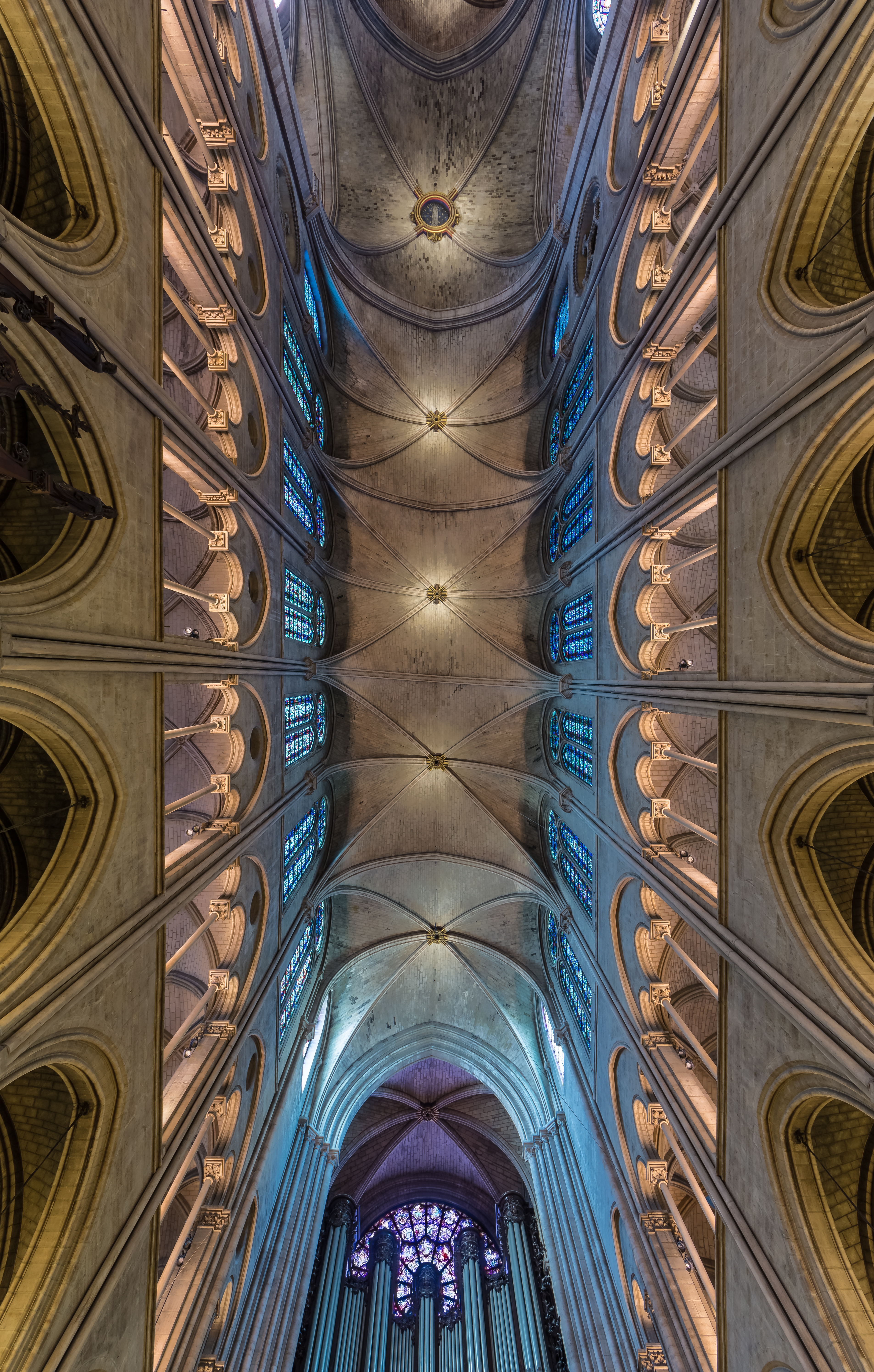
Gewölbe im Langhaus: wie im Hochchor sechsrippige Doppeljoche, durch etwas versetzte Pfeilerpositionen nicht genau rechtwinklig

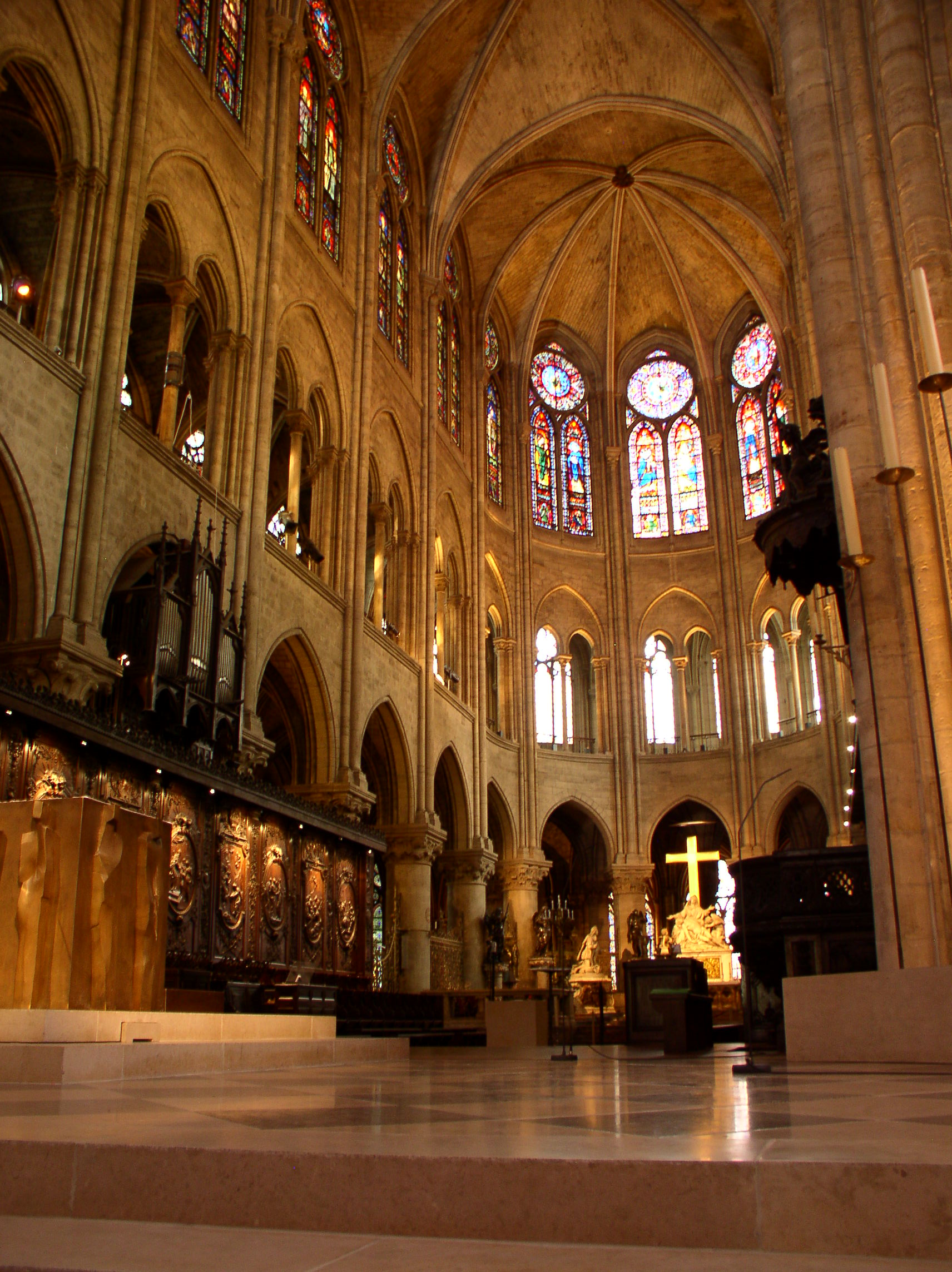
Hochchor

Notre-Dame ist nicht die letzte große frühgotisch begonnene Kathedrale Frankreichs, danach folgten noch die Kathedrale von Soissons (Emporen nur im Südquerhaus), ganz ohne Emporen die Kathedralen von Bourges und von Tours. Außerhalb Frankreichs wurde 1209 der Magdeburger Dom als frühgotische Emporenbasilika begonnen, allerdings hochgotisch und im Langhaus ohne Emporen vollendet.
Der fünfschiffige Innenraum von Notre-Dame misst in der Länge knapp 130 Meter und bietet Platz für etwa 9000 Menschen. Das Mittelschiff erreicht 32,5 Meter Höhe. Der Blick nach Osten in den Chor zeigt aber nicht das Originalbild des 12. Jahrhunderts, denn als der Original-Chor 1182 vollendet wurde, gab es noch kein Maßwerk. Auch der Innenraum hat zwischen erster und endgültiger Fertigstellung durchgreifende Änderungen erfahren. Er hatte anfangs nicht einmal ein Gewölbe. Allerdings war es nicht ungewöhnlich, eine Kirche erst einige Jahre nach der Inbetriebnahme einzuwölben.

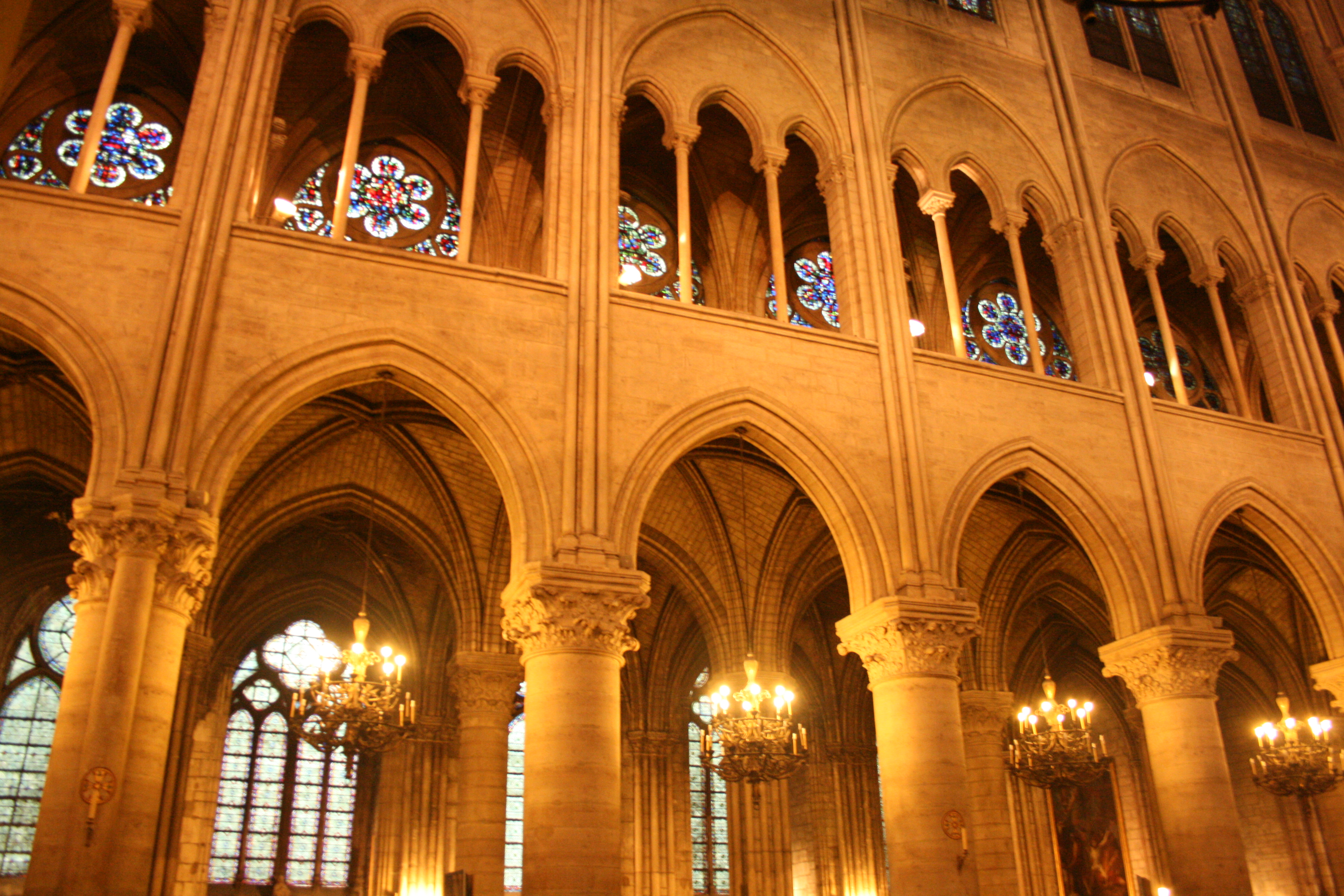
Mittelschiff, Seitenschiffe, Empore

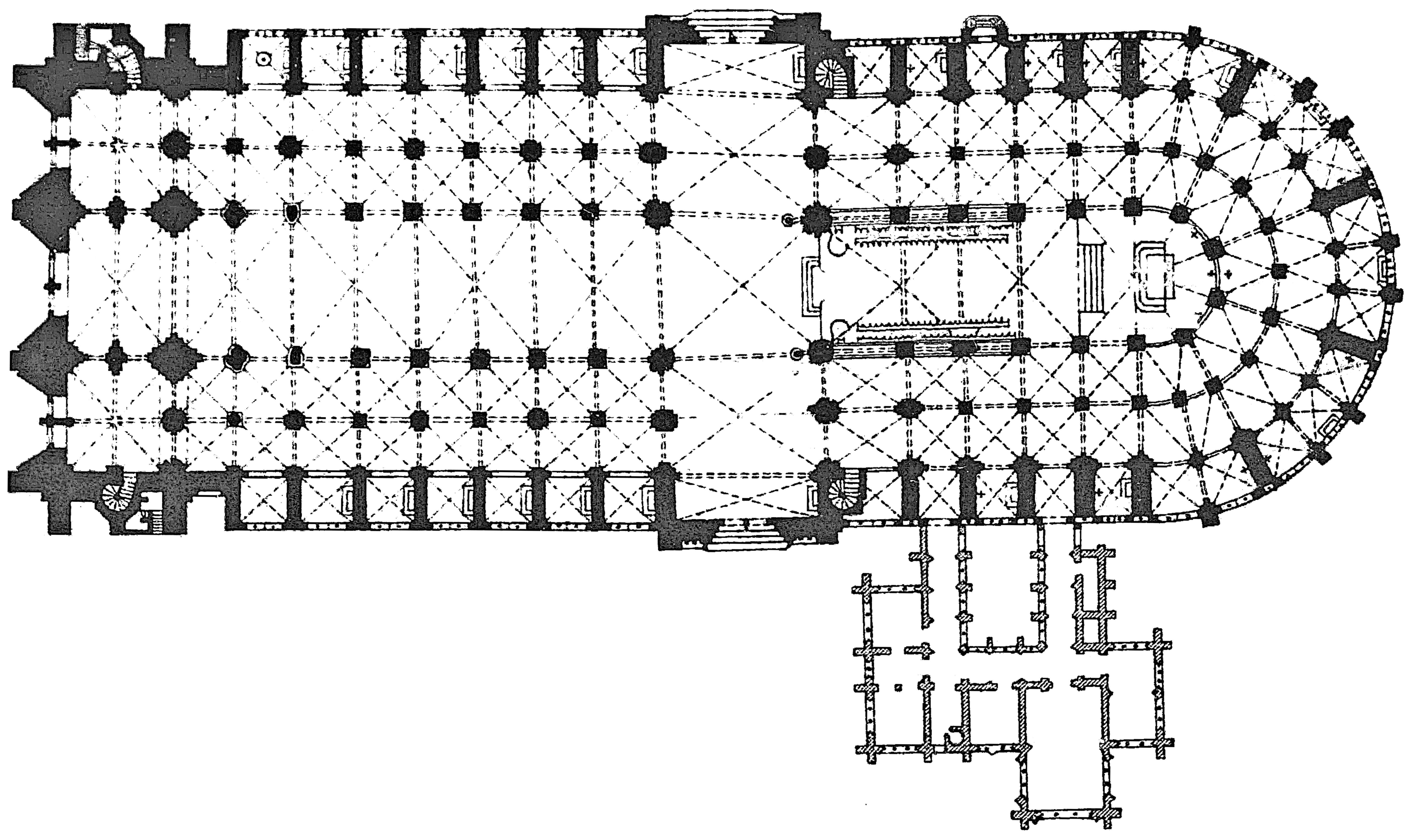
Heutiger Grundriss

Das Hauptschiff hatte ursprünglich einen viergeschossigen Wandaufriss mit Triforium wie bei den Kathedralen von Noyon und Laon. Da der Innenraum mit erst in großer Höhe beginnenden Lichtgaden aber zu dunkel war, änderte man dies ab 1220 zu einem dreigeschossigen Wandaufbau mit einem Maßwerkgeschoss im Obergaden nach dem Vorbild von Reims.
An einer Stelle – rund um die Vierung herum – machte Viollet-le-Duc im 19. Jahrhundert die Veränderung wieder rückgängig, um wenigstens hier den ursprünglichen Zustand zu dokumentieren. Was an der heutigen Gebäudegestalt wie ein Stilbruch erscheint, erklärt sich also aus den zu jener Zeit einsetzenden denkmalpflegerischen Absichten, die es in den Jahrhunderten zuvor nicht gegeben hatte.

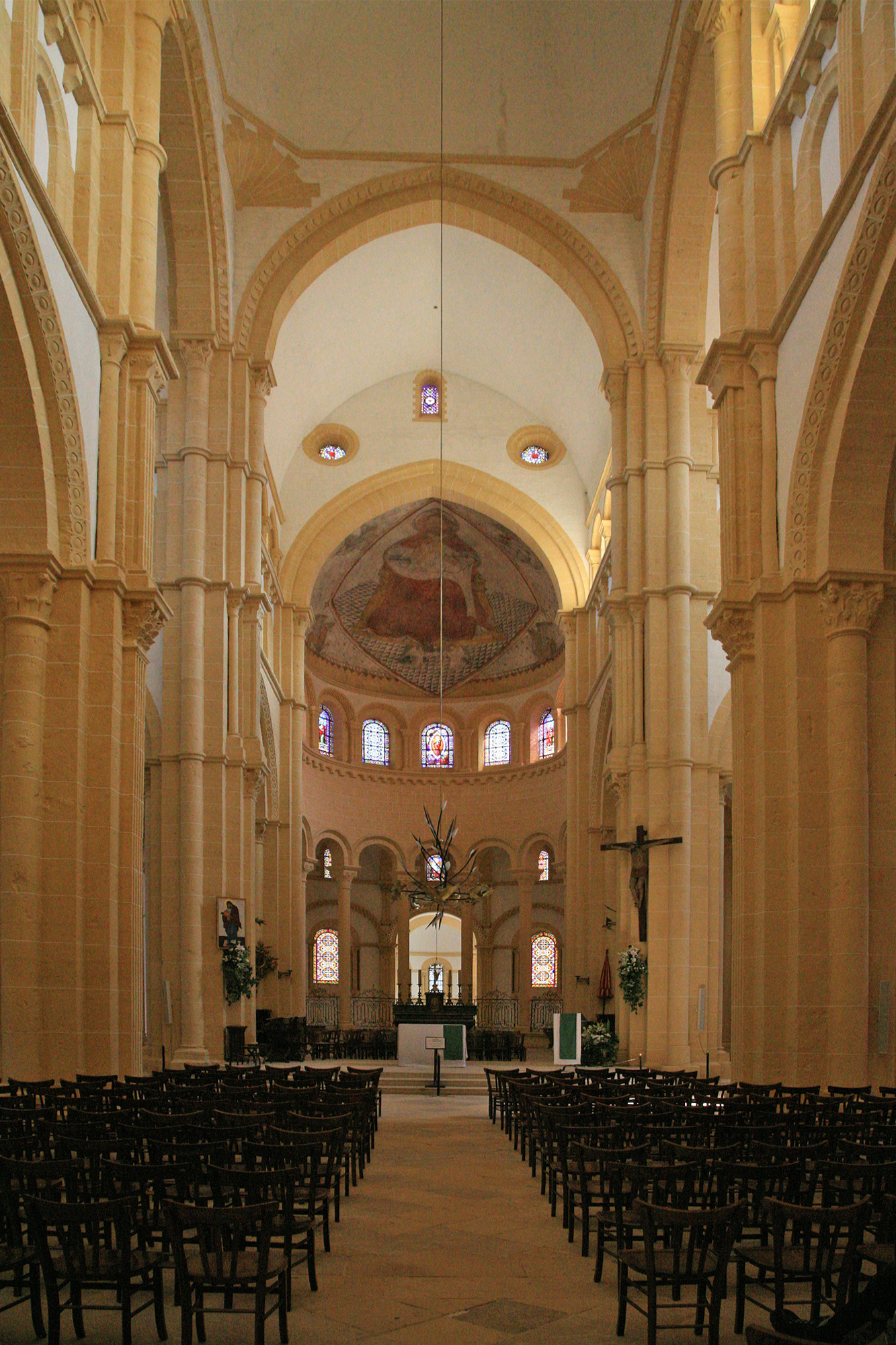
Zum Vergleich: Clunyazenserkirche Paray-le-Monial, 1090–Mitte 12. Jh., mit Kreuzpfeilern und Diensten

Die Arkaden zu den Seitenschiffen werden, typisch für die französische Frühgotik, von runden Säulen mit korinthischen Kapitellen getragen. Die für die Gotik allgemein kennzeichnenden Dienste beginnen auf den Deckplatten dieser Kapitelle. In den Arkaden zwischen inneren und äußeren Seitenschiffen wechseln Säulen und Pfeiler aus Diensten einander ab. Die Wandpfeiler zwischen und Pfeiler vor den Kapellen sind Kreuzpfeiler mit vorgelagerten Diensten. Im überregionalen Vergleich finden sich ungegliederte Säulen in allen Phasen der Gotik. Umgekehrt haben schon einige romanische Kirchen, wie etwa Sacré-Cœur in Paray-le-Monial Pfeiler mit Diensten.
Mittelschiff und Querschiff der Pariser Kathedrale sind mit 32 Metern wesentlich höher als die Seitenschiffe und mit über 12 Metern etwa doppelt so breit. Um einerseits jedem Joch einen annähernd quadratisches Seitenverhältnis zu geben, andererseits alle Dienste bis zum Scheitelpunkt zu führen, entspricht in Längsrichtung jeweils ein Hauptschiffsjoch zwei Seitenschiffsjochen, stützt sich auf sechs Säulen und hat sechs Felder. Ebenso sind die inneren, die Seitenschiffe von den Chorumgängen trennenden Joche der Querschiffe gestaltet und die vorderen beiden Hauptschiffsjoche des Chors. Das letzte Hauptschiffsjoch des Chores mit der polygonalen Apsis hat ein Schirmgewölbe mit acht Feldern. Das Gewölbe der Vierung hat freilich nur vier Felder, ebenso die querrechteckigen äußeren Joche der Querschiffe, die erst in der Erweiterungsphase gebaut wurden.

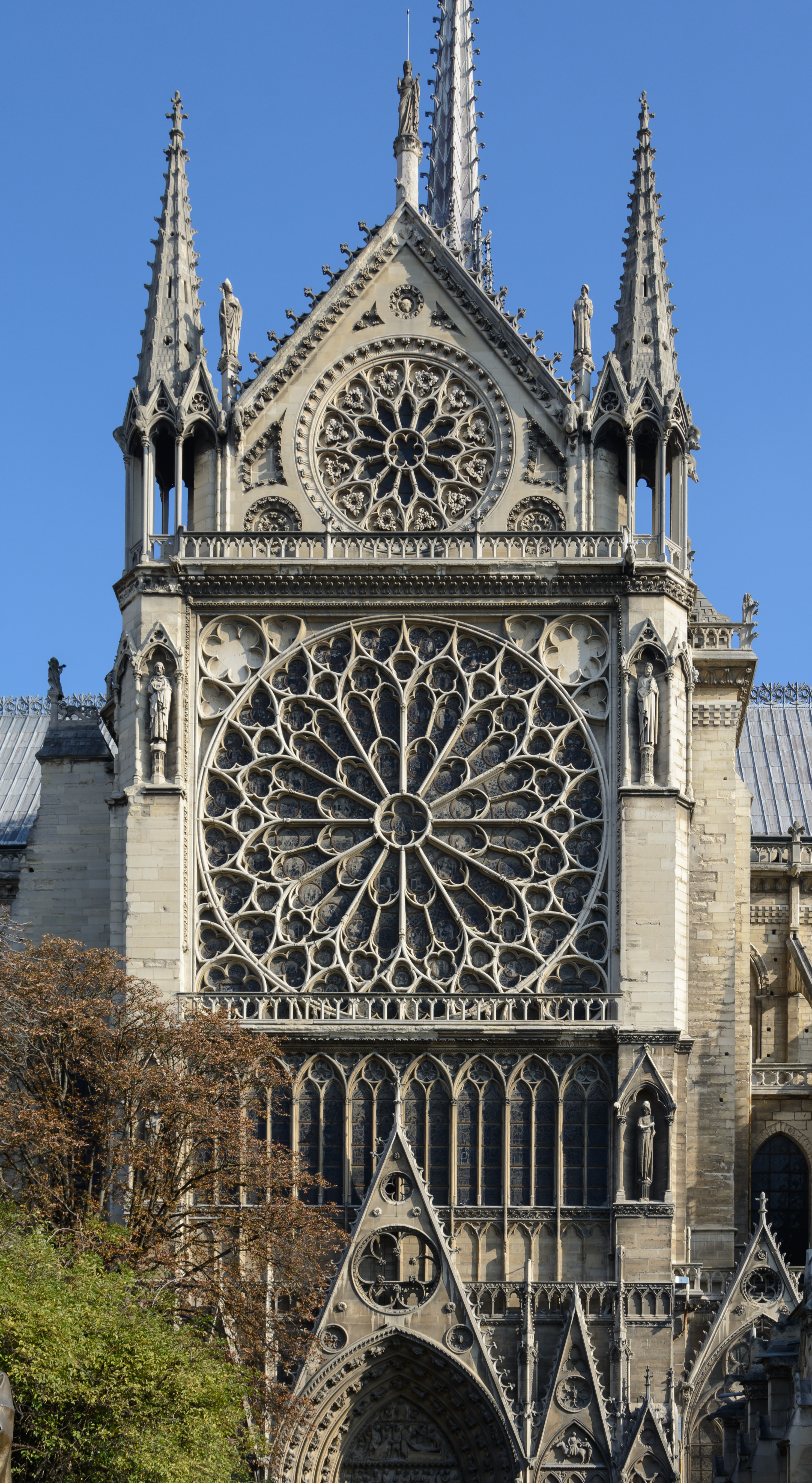
Südliche Querhausfassade

### Querhaus
Der Grundriss zeigt die ungewöhnliche Form des Chores von Notre-Dame. Chorumgang und Kapellenkranz setzen eigentlich die Seitenschiffe des Langhauses lediglich fort und umkreisen den Chor mit mathematischer Genauigkeit. 1330 kamen die Chor-Kapellen hinzu, so dass die Kathedrale wie siebenschiffig wirkte und das in der Mitte liegende Querhaus kaum noch hervortrat.
Um das Querhaus über die Flucht der Kapellenwände hinausragen zu lassen, war bereits 1267 die alte Querhaus-Fassade abgebrochen und dieser Bauteil an beiden Seiten um ein Joch verlängert und mit einer neuen Fassade versehen worden, die jetzt so kunstvoll und aufwändig gestaltet war, dass sie nicht mehr drohte, in dem übrigen Bau unterzugehen. Die neuen, riesigen Fenster sind feinstes Maßwerk. Sie gehören zum Besten und Schönsten, was es auf dem Gebiet gibt.
Die Stilstufe der Maßwerkfenster wird in der Kunstgeschichte allgemein als Hochgotik bezeichnet. Für Frankreich wird allerdings eine schon vor dem Maßwerk beginnende klassische Gotik (ab 1185) von dem dann von 1231 bis 1380 vorherrschenden rayonnant-(strahlenden)-Stil unterschieden. Die Querhaus-Fassade von Notre-Dame in Paris ist zugleich eine der ersten und bedeutendsten dieser Stilstufe.

### Besonderheiten bei der Errichtung
Den Bau von Kirchen mit dem Altarraum bzw. Chor zu beginnen und den zu weihen, also seiner Funktion zu übergeben, lange bevor die übrigen Teile fertiggestellt waren, das war das übliche Vorgehen zu einer Zeit, als Gottesdienst vorrangig als Dienst der Priester an Gott aufgefasst wurde. Manche Kirche aus dem Mittelalter besteht bis heute nur aus dem, was einst der Chor sein sollte. Dass aber mit der Modernisierung älterer Teile begonnen wurde, kaum dass der ursprüngliche Plan einigermaßen vollständig ausgeführt war, ist wohl selten so deutlich wie bei der Kathedrale Notre-Dame von Paris. Allerdings standen hier im Unterschied zu den meisten anderen Kirchenbauten finanzielle Mittel in kaum beschränkter Höhe zur Verfügung.
Der gotische Baustil entwickelte sich im Umfeld des französischen Königshofes. Dennoch ist es nicht verwunderlich, dass nicht die Kathedrale der Hauptstadt die erste große gotische Kirche war, sondern die Abteikirche Saint-Denis. Paris war noch nicht die überragende Metropole des Landes. Die Abteikirche hatte als Grablege der Könige eine Spitzenstellung unter den Gotteshäusern des Königreiches. Frankreich wurde noch nicht absolutistisch regiert wie unter Ludwig XIV. Bauherren der großen Kirchen waren abgesehen von königlichen Stiftern hohe Amtsträger der Kirche. Von deren Ambitionen hing nicht unwesentlich ab, wann und wo architektonische Neuerungen eingeführt wurden. Zu diesen mächtigen Kirchenmännern gehörten Suger von Saint-Denis, Abt 1122–1151, und Maurice de Sully, Bischof von Paris 1160–1196.

## Weltkulturerbe
Die Kathedrale ist als Bestandteil des Seineufers von Paris seit 1991 Weltkulturerbe der UNESCO.

## Ausstattung

### Altäre

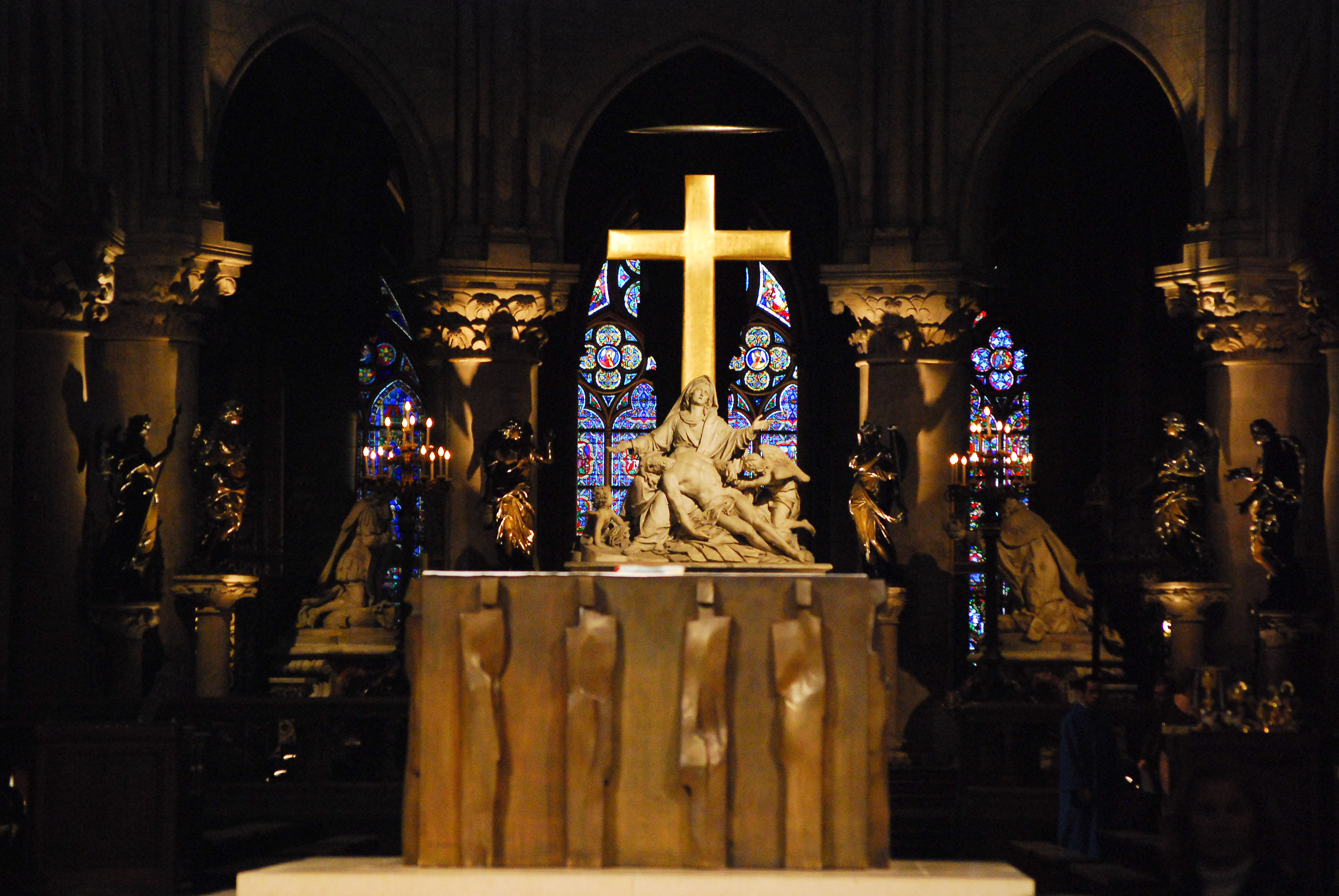
Volksaltar, im Hintergrund die marmorne Pietà

Von dem mehrmals – zuletzt von Viollet-le-Duc – erneuerten ehemaligen Hochaltar im Chor ist einzig die Mensa erhalten, über der sich eine marmorne Pietà von Nicolas Coustou erhebt. Sie ist von zwei Marmorskulpturen flankiert: links Ludwig XIV. von Coysevox, rechts Ludwig XIII. von Guillaume Coustou, beide in kniender Haltung.
Den ehemaligen Volksaltar aus Bronze, der im Bereich der Vierung steht, gestaltete Jean Touret (1916–2004) im Jahr 1989 im Auftrag des Erzbischofes von Paris, Kardinal Jean-Marie Lustiger. An der Stirnseite sind in modern-abstrahierender Weise die vier Evangelisten des Neuen Testamentes (Markus, Matthäus, Lukas, Johannes) zu sehen, an den beiden kurzen Seiten die vier großen Propheten des Alten Testamentes: (Jesaja, Jeremia, Ezechiel und Daniel). Judentum und Christentum, Altes und Neues Testament werden hier in einen direkten Konnex gesetzt. Im Zusammenhang mit der christlichen Präfigurationstheologie wird das Alte Testament als Hinweis in Richtung auf Christus gedeutet: Damit soll Jesus Christus als der Erfüller der alttestamentlich jüdischen Heilsverheißung dargestellt werden, von der die Evangelisten Zeugnis geben:
- Jesaja sah nach dem Zeugnis der Bibel Gott im Allerheiligsten umgeben von sechsflügeligen Seraphim, die dessen Heiligkeit verkünden (Jes 6,1–3 EU), prophezeite die Verheißung der jungfräulichen Geburt des Messias (Jes 7,14 EU) als Nachkommen Davids und kündigte den Sühnetod des Messias an (Jes 52,13–15 EU bis Jes 53,1–12 EU).
- Jeremia betonte in seiner Botschaft den neuen Bund des Friedens und der Gerechtigkeit und kündigte den Messias aus dem Hause Davids an (Jer 23,1–8 EU). In der Passion des Lebens des Jeremia und dessen Unterwerfung unter den Dienst Gottes kündigt sich für christliche Theologen das Schicksal Jesu Christi an.
- Ezechiels Gottesvision mit dem Tetramorph (Viergestalt) (Hes 1,4–28 EU) wurde von dem Autor der neutestamentlichen Apokalypse übernommen und die vier geflügelten Wesen von der christlichen Ikonographie als Evangelistensymbole interpretiert. Ezechiels Ankündigung des Messias als „Guter Hirt“ wird von christlichen Theologen auf Jesus hin gedeutet (Hes 34,1–31 EU).
- Daniel verkündete, dass das Reich des Messias alle Völker umfassen und ohne Ende sein würde. Es sei ein Reich der Heiligen (Dan 7,13–18 EU, Dan 3,33 EU, Dan 4,31 EU).

### Chorschranke

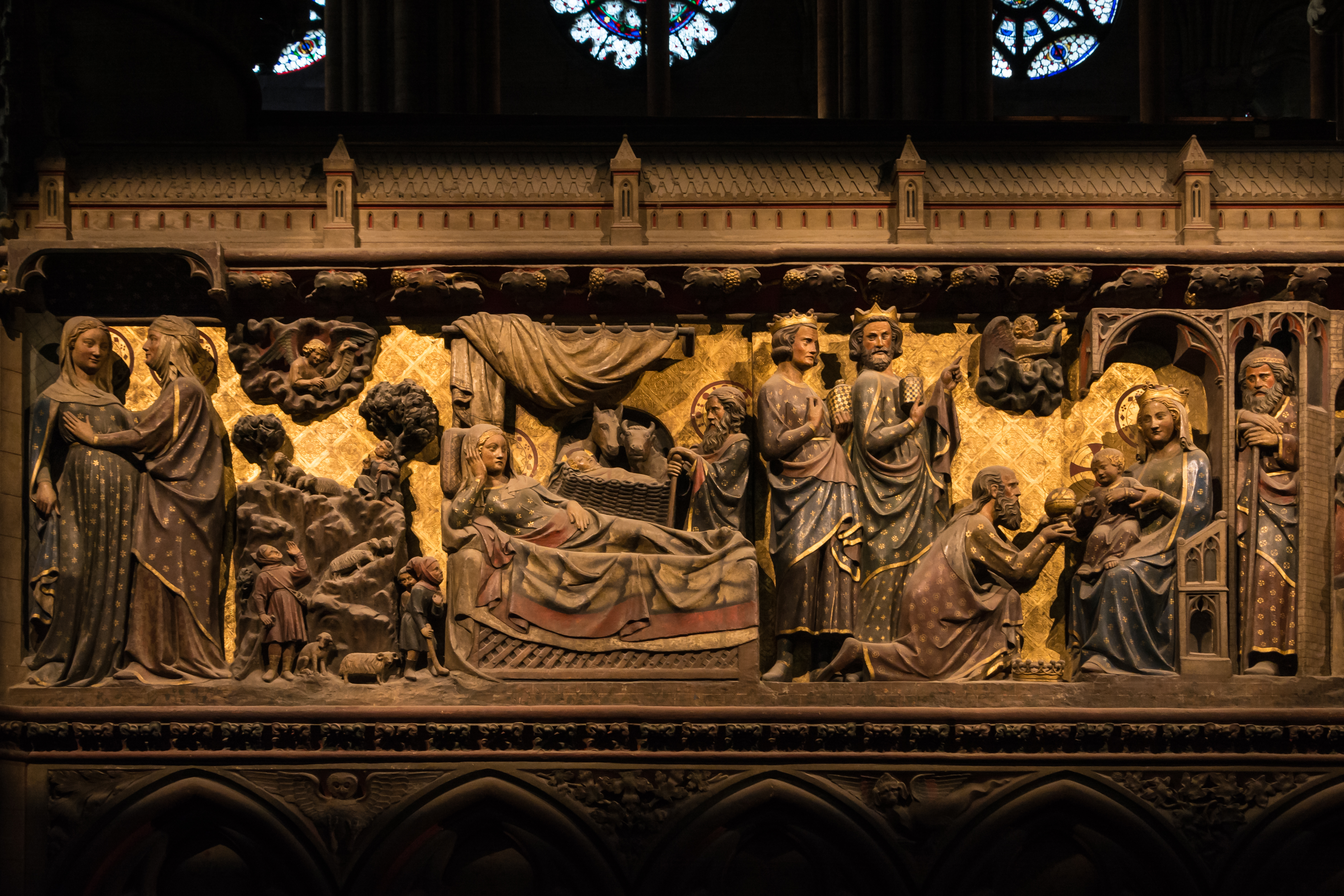
Detail der nördlichen Chorschranke: Maria besucht Elisabeth, Verkündigung an die Hirten, Geburt Christi, Anbetung der Könige

Die Chorschranke trennt den Binnenchor von dem ihn umgebenden Chorumgang. Die hier angebrachten Skulpturen wurden zwischen 1300 und 1350 von Pierre de Chelles, Jean Ravy und Jean Le Bouteiller geschaffen und zeigen im südlichen Umgang neun Szenen mit Erscheinungen des Auferstandenen, während im nördlichen das Leben Jesu von der Kindheit bis zum Tod dargestellt ist.

### Kirchenschatz
In einem Anbau kann ein Teil des Kirchenschatzes besichtigt werden. Neben historischen Kelchen und Gewändern finden sich hier alte Kruzifixe in prächtigen Schränken. Bedeutend sind die beiden in der napoleonischen Zeit entworfenen Behältnisse für die Dornenkrone und einen Kreuznagel. Die Reliquien waren ursprünglich in der eigens errichteten Sainte-Chapelle untergebracht und befinden sich heute unter Verschluss in der Kathedrale.

## Orgeln und Organisten

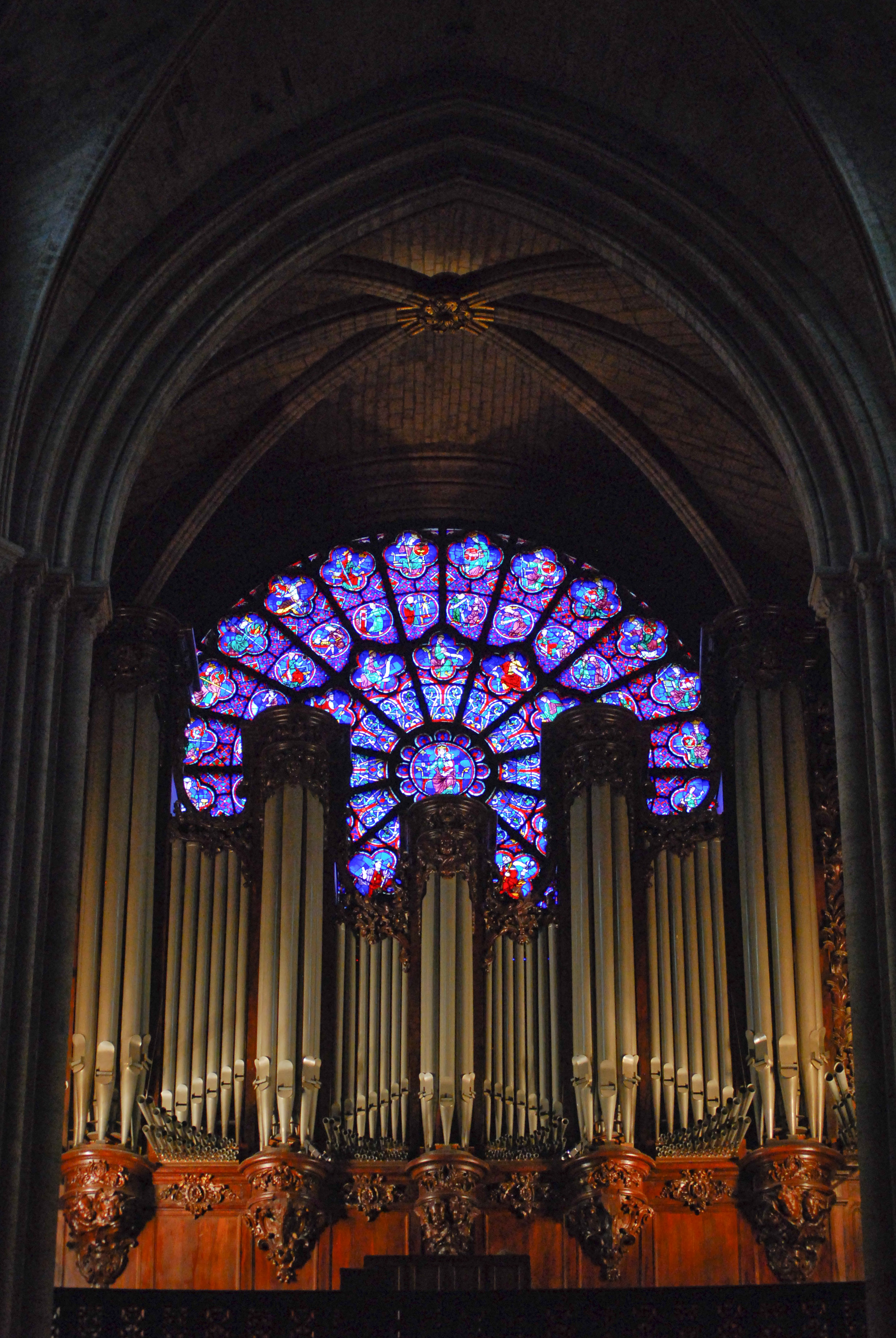
Hauptorgel und West-Rosette

Die Geschichte der (Orgel-)Musik in Notre-Dame reicht wohl in das ausgehende 11. bzw. beginnende 12. Jahrhundert zurück. Früheste konkrete Nachweise für die Existenz einer Orgel datieren auf das Jahr 1357. Es handelte sich dabei um ein Blockwerk, welches als Schwalbennest-Orgel im Hauptschiff hing und mutmaßlich Mitte des 13. Jahrhunderts erbaut worden war. Heute verfügt Notre-Dame über zwei Orgeln: die Große Orgel, die im Kern auf eine Cavaillé-Coll-Orgel von 1868 (unter Verwendung von älterem Pfeifenwerk aus dem 17. bis 19. Jahrhundert) zurückgeht und zwischen 1904 und 2014 mehrfach umfassend umgebaut worden ist und derzeit 115 Register auf fünf Manualen und Pedal umfasst. Die zweimanualige Chororgel wurde 1969 gebaut, zwischen 1970 und 2005 wiederholt umgebaut und erweitert und hatte 30 Register. Die Chororgel wurde beim Brand im April 2019 zerstört.

Chororgel
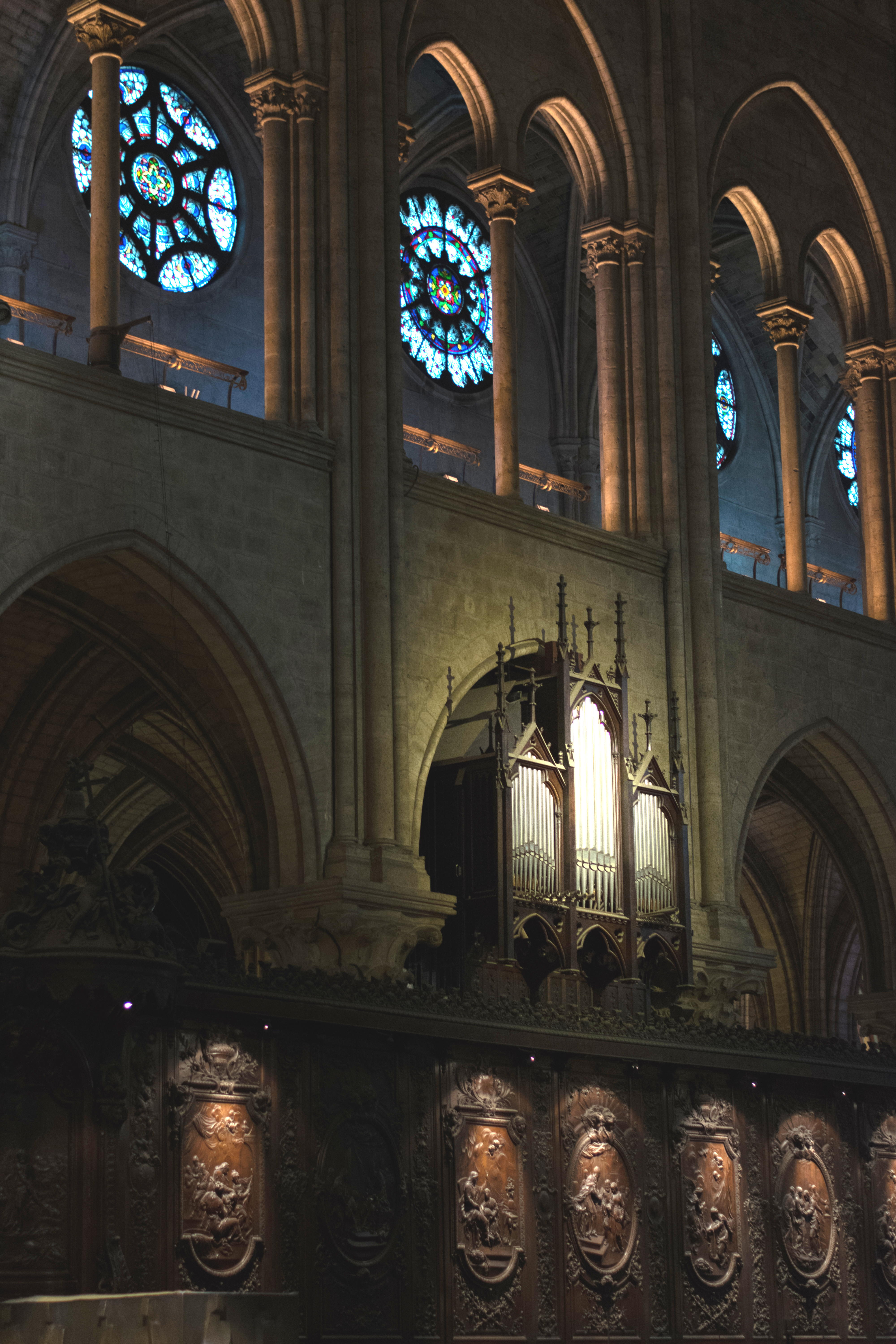
Orgel unter Empore mit Viollet-le-Duc-Fenstern
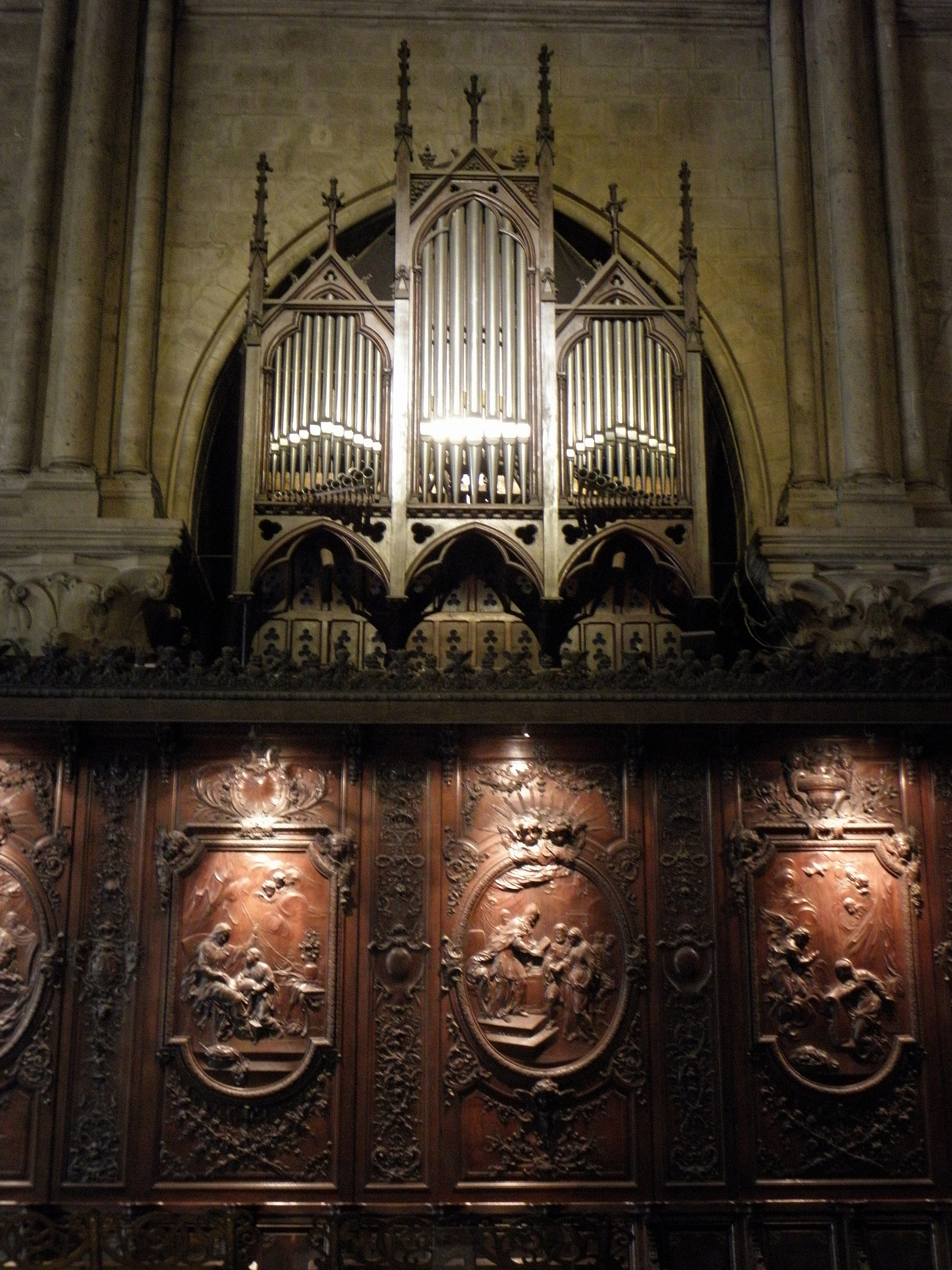
Prospekt

In Notre-Dame gibt es derzeit vier Titularorganisten: Vincent Dubois, Olivier Latry, Thierry Escaich und Thibault Fajoles.

## Glocken

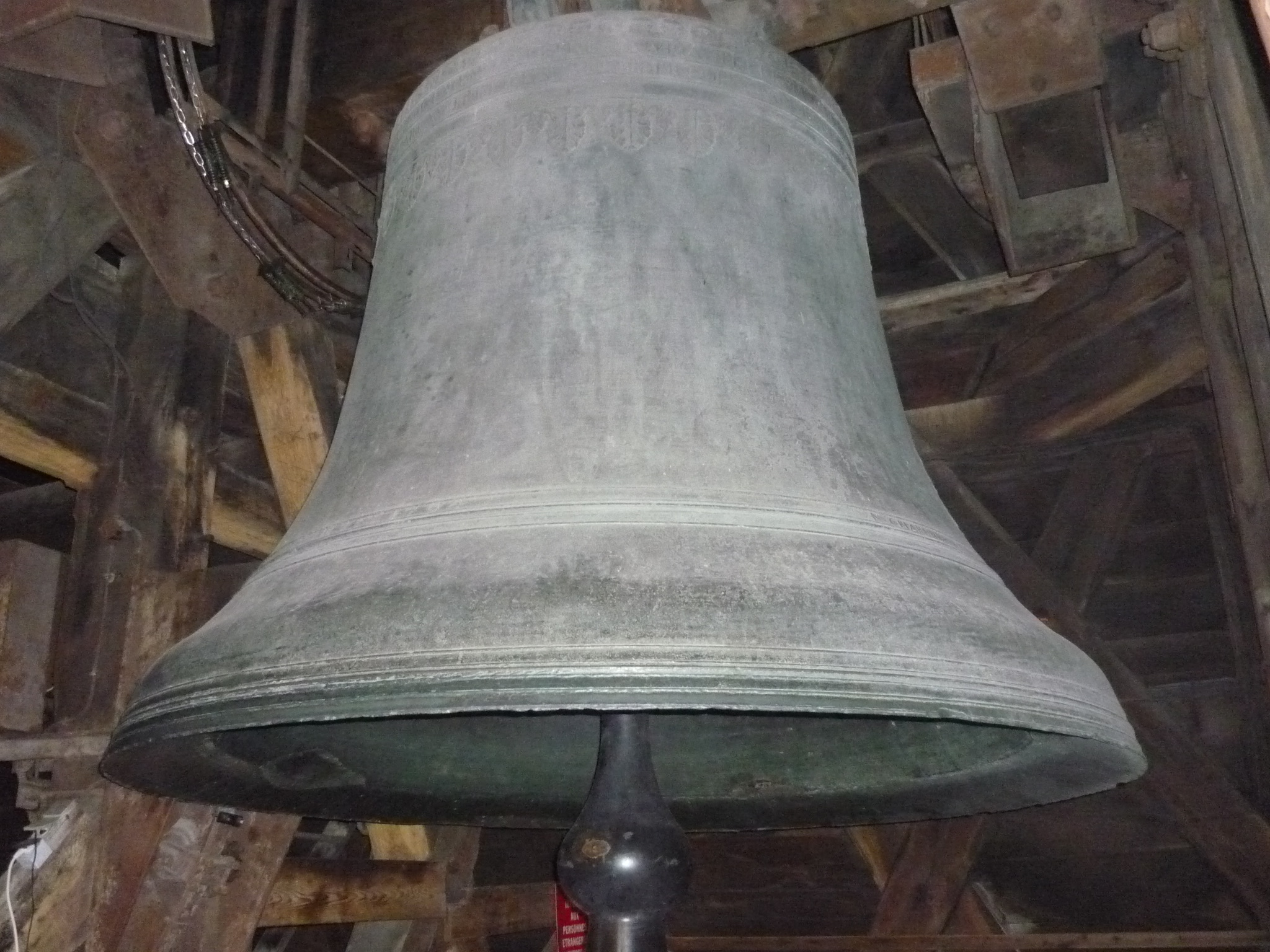
Bourdon Emmanuel, die größte Glocke der Kathedrale

Die Geschichte der Kirchenglocken von Notre-Dame reicht zurück in das 12. Jahrhundert. Unmittelbar vor Beginn der Französischen Revolution (Stand 1769) hatte die Kathedrale insgesamt 20 Glocken. 1791 und 1792 fiel ein Großteil der Glocken der beiden Türme der Revolution zum Opfer.
Heute hängen in den beiden Westtürmen von Notre Dame 10 Glocken. Von besonderer Bedeutung ist die größte Glocke im Südturm, der Emmanuel, der als die wohlklingendste Glocke Frankreichs gerühmt wird. Der sog. „Grand Bourdon“ wurde im Jahre 1685 von den drei lothringischen Wandergießern gegossen und hat als einzige Glocke die Wirren der Zeit überstanden.
2013 wurden im Südturm ein weiterer Bourdon, der sog. „Petit Bourdon“ Marie aufgehängt. Im Nordturm wurden insgesamt acht neue Glocken aufgehängt.
Im Vierungsturm hingen bis 2019 drei kleine Glocken aus dem Jahr 1867. Außerdem hingen im Dachgeschoss von Notre Dame drei kleine Uhrschlagglocken, die nur im Innenraum von Notre Dame hörbar waren.

## Eigentumsverhältnisse, Unterhaltskosten, Besucherzahlen
1905 wurde das Gebäude wie fast alle französischen Sakralbauten durch das Gesetz zur Trennung von Kirche und Staat Staatseigentum. Als Denkmal (Monument historique) untersteht das Bauwerk der Verantwortung des Kulturministeriums. Von den 40 bis 50 Millionen Euro, die das Ministerium jährlich für Sakralbauten in ganz Frankreich ausgab, kamen der Kathedrale Notre-Dame de Paris vor 2018 rund 2 Millionen Euro im Jahr für Unterhalt und Restaurierung zugute. Von den jährlich 12 bis 14 Millionen Besuchern besichtigten die meisten den Kirchenraum gratis; die Türme, deren Besteigen gebührenpflichtig ist, wurden 2018 von 476.000 Touristen besichtigt.
Noch vor dem Großbrand legte der französische Staat ein über 10 Jahre geplantes Programm von Restaurierungsarbeiten für insgesamt 60 Millionen Euro auf, für das das Einwerben umfangreicher Spenden vorgesehen war, die der Staat durch Sonderbeiträge zu ergänzen versprach. In diesem Rahmen wurden für die vor dem Großbrand durchgeführte Renovierung der Spitze über der Vierung Kosten von 12 Millionen Euro veranschlagt, von denen der Staat 4 Millionen aufbrachte.
Die gewöhnlichen Betriebskosten gehen zu Lasten der katholischen Kirche, der der Staat das Gebäude zur religiösen Nutzung überlässt. Sie belaufen sich ebenfalls (mit Stand vor dem Brand 2019) auf mehrere Millionen Euro pro Jahr. So kostete die Heizung allein im Winter etwa 1.000 Euro täglich. Mit der Aufrechterhaltung des Betriebs sind etwa 50 Angestellte beschäftigt; hinzu kommen Dutzende ehrenamtliche Mitarbeiter. Der Kirche dient als Einnahmequelle unter anderem der Souvenir- und Devotionalienladen in der Kathedrale, dessen Einnahmen ihr zufließen. Dort wurden bis zum Großbrand beispielsweise jährlich allein 80.000 Rosenkränze verkauft.
Obschon das Gesetz zur Trennung von Staat und Kirche von 1905 das Erheben von Gebühren zur Besichtigung der Kathedralen in Frankreich verbietet, wurde 2006 eine Ausnahme speziell für Notre-Dame de Paris geschaffen. So waren (bis zum Großbrand 2019) die Besichtigung des Kirchenschatzes sowie diejenige der Türme für die Besucher kostenpflichtig, erstere unter der Verantwortung der kirchennahen Vereinigung Association Maurice de Sully, letztere durch die staatliche Denkmalpflegeeinrichtung Centre des monuments nationaux. Die Einnahmen kamen jeweils der für die Organisation verantwortlichen Stelle zugute. Zudem veranstaltete ein Verein für Kirchenmusik, die Association Musique sacrée à Notre-Dame, wöchentliche, gebührenpflichtige Konzerte und unterhielt Kirchenchöre für Kinder und Erwachsene. Einer Aufhebung des gebührenfreien Zutritts zum Kirchenschiff widersetzte sich bislang (Stand vor dem Brand 2019) der Klerus.

## Notre-Dame-Schule
Musikgeschichtlich bedeutsam ist die Notre-Dame-Schule, die von etwa 1160 bis 1250 betrieben wurde. Ihr Name leitet sich von der Pariser Kathedralkirche her, an der die beiden Hauptvertreter der Kompositionsschule, Léonin und Pérotin, als Magister tätig waren.

## Besondere Ereignisse

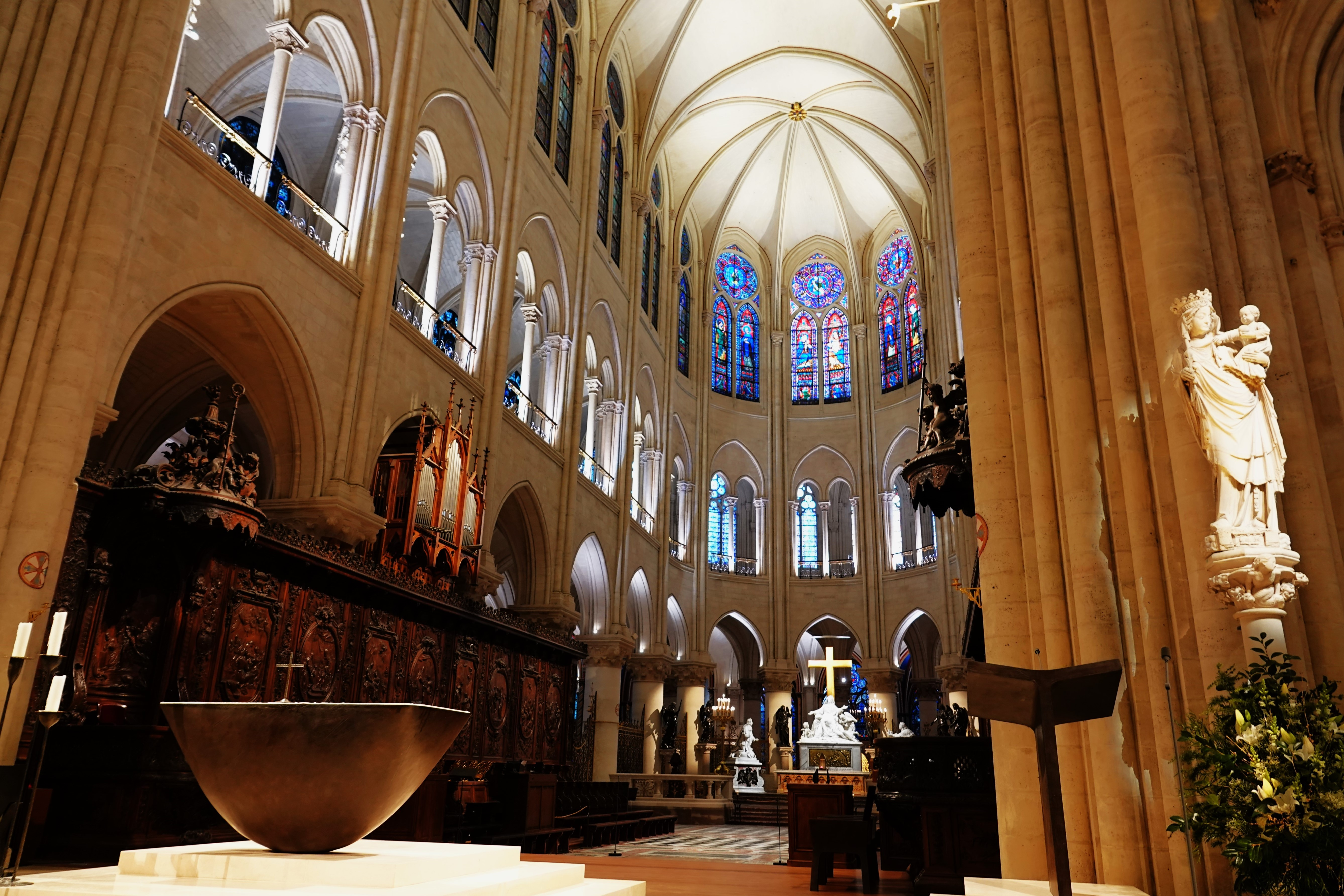
Der Chor nach dem Wiederaufbau im Dezember 2024

Die Geschichte Notre-Dames spiegelt die Geschichte Frankreichs wider.

### Beisetzungen
In der Kathedrale wurden beigesetzt:
- 1161: Philipp von Frankreich († 1161), Dechant von St. Martin de Tours, Archidiakon von Paris
- 1190: Isabella von Hennegau (Isabelle de Hainaut, * 1170; † 15. März 1190), erste Frau des Königs Philippe-Auguste, starb bei der Geburt der nachstehend genannten Zwillinge im Alter von 20 Jahren
- 1190: Philipp von Frankreich (* 15. März 1190; † 18. März 1190), Sohn des Königs Philippe-Auguste und seiner Gemahlin Isabella von Hennegau, im Alter von 3 Tagen
- 1190: Robert von Frankreich (* 15. März 1190; † 18. März 1190), Zwillingsbruder des Vorgenannten, im Alter von 3 Tagen
- 1415: Ludwig von Valois, Herzog von Guyenne (* 22. Januar 1397 in Paris; † 18. Dezember 1415 daselbst), Sohn des Königs Karl VI. und seiner Gemahlin Isabeau, im Alter von 18 Jahren
- 1531: das Herz der Luise von Savoyen, Gräfin von Angoulême (* 11. September 1476; † 22. September 1531), Mutter des Königs Franz I.
- 1654: Jean-François de Gondi (* 1584; † 21. März 1654 in Paris), erster Erzbischof von Paris
- 1643: die Eingeweide des Königs Ludwig XIII.; die Herzbestattung erfolgte im Kloster Couvent des Grands-Jésuites (Kirche Saint-Paul-Saint-Louis)
- 1643: Jean Baptiste Budes de Guébriant (* 1602 in Plessis-Budes; † 24. November 1643 in Rottweil) war ein Marschall von Frankreich.
- 1659: Renée Crespin du Bec de Vardes (* 1613; † 2. September 1659 in Périgueux), Ehefrau des Marschall Guébriant und erste französische Diplomatin
- 1715: die Eingeweide des Königs Ludwig XIV.; die Herzbestattung erfolgte in der Kirche Saint-Paul-Saint-Louis des Jesuitenklosters Maison professe de Paris (auch Couvent des Grands-Jésuites genannt) in der Rue St. Antoine.
- 1807: Napoléon Charles Bonaparte (* 10. Oktober 1802 in Paris; † 4. Mai 1807 in Den Haag), Sohn von Hortense und Louis Bonaparte, Königin und König von Holland; Neffe von Napoléon Bonaparte, Kaiser der Franzosen, und Enkel Joséphine de Beauharnais, Kaiserin der Franzosen
- 1808: Jean-Baptiste de Belloy (* 9. Oktober 1709 in Morangles, Dép. Oise; † 10. Juni 1808 in Paris), Erzbischof von Paris und Kardinal
- 1840: Hyacinthe-Louis de Quélen, Erzbischof von Paris 1821–1839, Grabmal in der Kapelle Saint-Marcel

### Krönungen
- Während die französischen Könige traditionell in der Kathedrale Notre-Dame in Reims gekrönt wurden, ließ sich der zehnjährige englische König Heinrich VI. während des Hundertjährigen Krieges 1431 in Notre-Dame de Paris zum König von Frankreich krönen.
- Napoleon Bonaparte krönte sich am 2. Dezember 1804 in Anwesenheit des Papstes Pius VII. selbst zum Kaiser der Franzosen, seine Frau Joséphine krönte er zur Kaiserin.

### Nennenswerte Trauungen
- 1558: Trauung des künftigen Königs Franz II. und der jungen Maria Stuart
- 1572: Trauung des künftigen Königs Heinrich IV. und der Margarete von Valois; die Segnung erfolgte unter dem Portal, da der reformierte Bräutigam die Kathedrale nicht betreten wollte, folglich auch nicht an der anschließend im Inneren abgehaltenen Brautmesse teilnahm. Der Zeremonie ganz fern blieben die Magistrate des Parlement de Paris, die eine solche gemischtkonfessionelle Verbindung, für die übrigens noch keine Dispens vorlag, kategorisch ablehnten.[27]
- 1816: Trauung des Charles-Ferdinand, Herzog von Berry (Sohn des späteren Karls X.) und der Maria Karolina von Neapel-Sizilien
- 1853: Trauung Napoléons III. mit Eugénie de Montijo

### Sonstige historische Ereignisse
- 1200: Bestätigung des Ritus der Elevation der eucharistischen Elemente durch den Pariser Bischof Odo von Sully[28]
- 1239: vorübergehende Einlagerung der Dornenkrone durch Ludwig IX. bis zur Fertigstellung der Sainte-Chapelle.
- 1246: erstmalige Feier des Festes Fronleichnam (Fête Dieu/Voir Dieu)[28]
- 1302: erstmalige Einberufung der Generalstände durch Philipp IV., den Schönen.
- 1455: Eröffnung des Revisionsprozesses um Johanna von Orléans.
- 1638: Weihe König Ludwigs XIII. seiner selbst und Frankreichs an die Jungfrau und Gottesmutter Maria sowie Einrichtung der Patroziniumsprozession der Kathedrale am Hochfest Mariae Himmelfahrt.[28]
- 1789: Am 15. Juli wurde die Einnahme der Bastille mit einem feierlichen Te Deum begangen.[28]
- 1793: Schließung der Kathedrale ab dem 7. November für den christlichen Gottesdienst[28]
- 1793: Weihe der ehemaligen Marienkirche am 10. November an die Göttin der Vernunft (Déesse Raison) auf einem der Philosophie gewidmeten Felsblock als neuem Altar[28]
- 1795: Wiedereinführung des Patroziniumsfestes Mariae Himmelfahrt am 15. August, jedoch nur für die konstitutionellen Kleriker, die den Verfassungseid auf die Republik geschworen hatten[28]
- 1802: Übergabe der Kathedrale an die katholische Kirche am 18. April nach dem Konkordat zwischen Napoleon und Papst Pius VII.[28]
- 1918: Staatsakt am 17. November zum Ende des Ersten Weltkrieges[28]
- 1929: Staatsakt für Ferdinand Foch (Maréchal Foch).
- 1931: Staatsakt für Joseph Joffre (Maréchal Joffre).
- 1934: Nationale Trauerfeier für Präsident Raymond Poincaré.
- 1944: Verhinderung der vor dem Abzug der deutschen Besatzungstruppen aus Paris geplanten Sprengung zahlreicher Pariser Gebäude durch General Dietrich von Choltitz.
- 1944: Feier am 26. August zur Befreiung der Stadt Paris unter der Schirmherrschaft von Charles de Gaulle und Jacques-Philippe Leclerc de Hauteclocque[28]
- 1945: Staatsakt am 9. Mai zum Ende des Zweiten Weltkrieges[28]
- 1947: Staatsakt für Jacques-Philippe Leclerc de Hauteclocque (Maréchal Leclerc).
- 1952: Staatsakt für Jean de Lattre de Tassigny (Maréchal de Lattre de Tassigny).
- 1955: Staatsakt für Paul Claudel.
- 1963: Gedenkfeierlichkeiten anlässlich der 800-jährigen Gründung der Kathedrale[28]
- 1967: Staatsakt für Alphonse Juin (Maréchal Juin).
- 1970: Nationale Trauerfeier für Präsident Charles de Gaulle.
- 1974: Nationale Trauerfeier für Präsident Georges Pompidou.
- 1980: Besuch von Papst Johannes Paul II.
- 1996: Nationale Trauerfeier für Präsident François Mitterrand.
- 1997: Erneuter Besuch von Papst Johannes Paul II.
- 2004: Gedenkfeier für die Opfer von Flash-Airlines-Flug 604.
- 2007: Requiem für Abbé Pierre.
- 2008: Besuch von Papst Benedikt XVI.
- 2008: Requiem für Sœur Emmanuelle.
- 2009: Ökumenische Gedenkfeier für die Opfer von Air-France-Flug 447.
- 2013: öffentlicher Suizid des französischen Rechtsextremen Dominique Venner vor rund 1.500 Besuchern aus Protest gegen die Einführung der gleichgeschlechtlichen Ehe in Frankreich
- 2015: Messe zu Ehren der Opfer der Terroranschläge am 13. November 2015 in Paris.
- 2016: Versuch islamistischer Terroristen, einen Anschlag auf die Kathedrale zu verüben, der jedoch verhindert werden konnte. Eine der Beteiligten, Enis Madani, wurde deshalb zu einer achtjährigen Freiheitsstrafe verurteilt.[29][30][31][32]
- 2019: Beim verheerenden Großbrand von Notre-Dame brannte der Dachstuhl aus und der Vierungsturm stürzte ein.
- 2024: Wiedereröffnung nach dem Großbrand von Notre-Dame

## Kathedralvorplatz

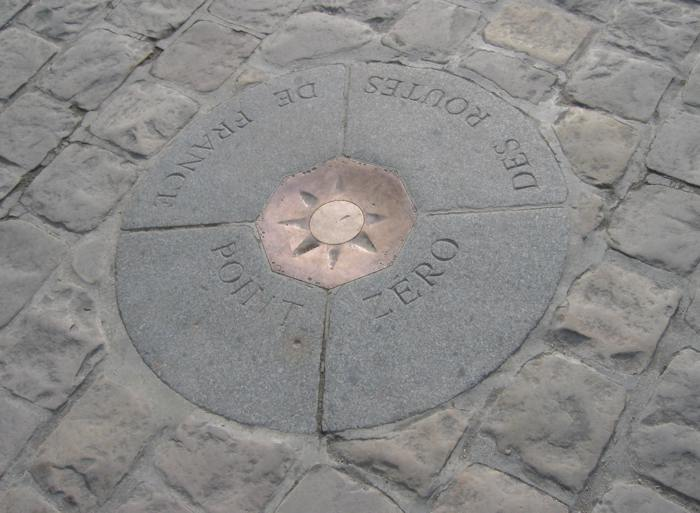
„Kilomètre zéro“, Fundamentalpunkt Frankreichs vor dem Haupteingang der Kathedrale

Am 3. September 2006 wurde der Vorplatz der Kathedrale Parvis de Notre-Dame aufgrund des großen historischen Beitrages von Papst Johannes Paul II. feierlich in Parvis de Notre-Dame – place Jean Paul II umbenannt. Das hatte der Pariser Oberbürgermeister Bertrand Delanoë im April 2006 trotz heftiger Proteste oppositioneller politischer Gruppen, z. B. Les Verts, die auf die Wahrung des Prinzips der Laizität des Staates hinwiesen, im Stadtparlament durchgesetzt.
Frankreichs kilomètre zéro („Kilometer Null“), der Referenzpunkt für die Entfernungsangaben z. B. der nach Paris führenden Autobahnen, liegt auf dem Platz vor der Kathedrale.

## Notre-Dame de Paris in Literatur, Film und Musik
- Victor Hugo (1802–1885) schrieb im Jahr 1831 den historischen Roman Notre-Dame de Paris, deutsche Übersetzung unter dem Titel Der Glöckner von Notre-Dame. Unter den zahlreichen Verfilmungen ist die Fassung Der Glöckner von Notre Dame von Jean Delannoy (1956) mit Anthony Quinn und Gina Lollobrigida eine der bekanntesten. Anders als bei anderen Verfilmungen wurde tatsächlich am Originalschauplatz gedreht.
- Der österreichische Komponist Franz Schmidt schrieb nach der Romanvorlage von Victor Hugo in den Jahren 1902–1904 die Oper Notre Dame.
- Christine Le Goff, Gary Glassman (Regie): Kathedralen – Wunderwerke der Gotik.[33] Fr, 2010, 81 Min. (Im Vergleich mit Beauvais und Amiens)
- Isabelle Julien: Die Orgel der Kathedrale Notre-Dame de Paris.[34] Fr, 2015, 53 Min. (Führung durch die Teilbereiche der Orgel. Im 19. Jahrhundert wurde sie von dem Orgelbauer Aristide Cavaillé-Coll weitgehend neu erbaut. Die Baugeschichte wird erläutert und am Spieltisch hörbar gemacht. In der Sendung von arte france über den Organisten Olivier Latry und den Orgelbauer Philippe Guyonnet sind auch historische Aufnahmen früherer Organisten zu erleben und viele Eindrücke des Innenraums zu sehen.)